# Босна и Херцеговина током Првог српског устанка
Босна и Херцеговина је учествовала у Првом српског устанку, те је наиме, у току истог је и у Босанском пашалуку дошло до сусрета интереса великих сила: Русије, Француске и Аустрије. Према Србима, Француска спољна политика је заузимала протурски став. Она, је, као и Аустрија, страховала од могућности повезиваља устаника у Босни са онима у Београдском пашалуку, као и ослањања на Русију.

## Увод
Порта је, после закључивања Карловачког мира 1699. године, свим европским протекторима почела признавати заштиту католика у Аустрији, православаца у Русији и хришћана у Босни и Херцеговини. Поред буђења националне свијести, која се у Босну и Херцеговину прелила из устаничке Србије, на сам почетак, као и ток устанка босанских Срба у некој одређеној мјери утицали су и међусобни односи великих сила, осим далматинског сусједа, Француске и двије хришћанске протекторице. Наиме, Аустрија је након закљученог мира са Турском 1791. године почела политику мирољубиве коегзистенције са овом земљом, те је преусмјерила борбу против Наполеонове Француске, којој задаје смртоносни ударац 1815. године. Управо због овога, током деценије борбе Срба против Турака, Аустрија је била на турској страни. Током тог периода, константа њене спољне политике била је оријентисана на порицање доминирајућег руског утицаја, као и покушаја стварања веће српске државе.

## Деценија порицања српског покрета у Босни и Херцеговини
У Босанском пашалуку је у току Првог српског устанка (1804—1813) дошло до сусрета великих сила више него у Београдском пашалуку. Устоличен је интерес Аустрије за Босну и Херцеговину историјским договором аустријског цара Јосипа II и руске царице Катарине II о расподјели сфера између Аустрије и Русије на Балкану. По том договору Аустрији је припала Босна и Херцеговина. Почев од тог времена, аустријска политика се према Босни и Херцеговини водила без компромиса, све до њеног коначног задовољења, односно окупације 1878. године. Увјерење босанских Срба, које је гласило да Аустрија има ослободилачку мисију поробљених хришћанских Словена на Балкану напуштено је након посљедњег рата 1788-1791, а посебно почетком Првог српског устанка 1804. године. Руска политика на Балкану је тежила ка излазу на Средоземно и Јадранско море, а то се најлакше дало остварити ослобађањем тамошњих хришћанских народа. На почетку, када су Руси били Србима најпотребнији, они су првенствено због страха од Наполеона одржавали добре односе са Турцима. Међутим, Турска је, под великим притиском Наполеона објавила рат Русији 1806. године, те тада Русија одвраћа Србе од прихватања аутономије под Турцима („Ичков мир"), обећавши им за ратно савезништво са њима пуну самосталност. Руско-турским примирјем 1807-1809, у тренуцима када српски устанак током 1809. године западне у опасну кризу, а поготово након француске одлуке да 1812. године уништи Русију и када се ова из тих разлога мири са Турском, Србија је била одбачена од Русије. Срби из Босне и Херцеговине традиционално су били окренути Русији, која је према одредбама мировног уговора између Русије и Турске у Кучук-Каинарџију 1774. године имала легално право заштите интереса хришћана у Турском царству. Након посљедњег аустријско–турског рата 1788–1791, Русија је и дефинитивно постала покровитељ хришћана. Руска царица Катарина II је у прогласу 17. фебруара 1788. православним словенским народима у Турском царству, нагласила да ће се бринути о народу, који је са Русима једне вјере.
Аустријска агитација у Босни може се пратити од времена када су према изјави једног вишег аустријског официра из Земуна новембра 1804. године
„устаници из Босне” наводно хтјели да се ставе под заштиту аустријског цара.
Поготово након Пожунског мира 1805. године, када су порасли руски страхови од француског присуства у Далмацији, могла се наслутити и извјесна улога Русије око побуњивања босанских Срба. Аустријски посланик у
Петрограду гроф Мерфелд је у марту 1806. послао премијеру Стадиону информацију о руском плану подјеле Балкана, по којој би Аустрији, осим
„Хрватске Турске” и Србије припала и Босна. Ипак, извјештаји аустријских пограничних официра морали би се посматрати са резервом, односно као резултат агитаторско–шпијунске дјелатности. Добро организована аустријска шпијунска служба у Босни и Херцеговини позната је из ранијих времена. Мрежу аустријске агитације у Босанском пашалуку вјешто је почетком XIX вијека исплео и дуго времена водио загребачки опат Винценц Влатковић. Он је разоткрио тајни план православних у Босни, чија је наводна намјера била да заједно са Црном Гором обнове српско краљевство под руским сизеренством. Аустријска конфидентска служба у Босни била је почетком XIX вијека подијељена по вјерској припадности: католици, којих је у служби било највише контролисали су погранична мјеста, православни унутрашњост Босне, а
Муслимани и Јевреји шпијунирали су у Травнику. Повјерење босанских Муслимана у аустријске власти огледало се у чињеници, што су оне за побуњивање хришћана у Босанској Крајини сумњичиле Србију, али не и
Аустрију, која је имала несумњив утицај на пасивност католика. Аустријска отворена брига за католике у Босни била је посебно уочљива послије француског обећања да ће признати независност Србије, услијед чега су их
Карађорђеви емисари покушали увући у устанак. Тој чињеници у прилог је ишло и то, што је интерес католика за побуном био мањи, будући да су они у
Босанском пашалуку били у привилегованијем положају од православних.
Карађорђева игра око укључивања босанских католика у српски устанички покрет била је за Аустрију врло опасна. Под српским народом у Босни и
Херцеговини Карађорђе је осим православних сматрао и католике, код којих
„кроатизација” у Босни није ни започела. Аустрија је из ових разлога у наредном периоду католике из Босне и Херцеговине још чвршће везала за своју политику.
Бискуп Вареш писао је јуна 1807. агенту Влатковићу, да босански католици страхујући да их не предухитре „Москови или Францеси” одавно желе да дођу под власт „нашег доброг Цесара”. Са Французима католици нису сарађивали, а посебно не католичко свештенство, за које су ови били обични невјерници. Аустријанци су са своје стране локалним хришћанима приказивали
Французе као јеретике, а католицима показивали папину анатему против њих.
Французи су нарочито били омражени код католика средње Босне. Њихово жигосање од стране католичке цркве као „људи без вјере”, омогућило је
Аустријанцима да у Босни одрже свој преовлађујући утицај међу католицима и у наредном периоду. Када се током 1807. пренијела неистина да су Аустријанци Турцима отели Београд, неки бањалучки католици појурили су према
Сави, очекујући аустријске ослободиоце и на босанској страни. Само ријетки босански католички фратри, пристали су на сарадњу са босанским Србима. Између Свињара и Павелића међу тројицом ухваћених хајдука средином марта 1808. био је и један католички жупник. Католичка инертност у погледу устанка православних у Босанској Крајини награђена је јуна 1808, када су за разлику од Срба протјераних из Бања Луке, католици били углавном поштеђени.
Париска штампа забиљежила је прве одјеке устанка у Босни, који је по њиховом извјештачу избио без србијанске агитације. Французи су, по свему судећи, овим алудирали у умијешаност Руса, њихових највећих супарника на
Балкану. Лист „Монитор” је од маја до октобра 1804. извјештавао о спорадичним бунама у Босни, чије су вође имале исте циљеве као и Карађорђе у Србији. Интересантно је, да је крајем јануара 1805. године, највјероватније на подстицај руског посланика на Порти, новом босанском везиру Сеиди
Мустафа–паши упућен ферман у коме се јасно изражавала султанова жеља за поправљањем положаја босанских хришћана. Извјештаји аустријских доушника у којима се говорило о покретима устаника у Босни били су у то вријеме прилично неувјерљиви. Потпуковник Симеон Накић из Дрниша јављао је 31. јануара
Године 1805., да се Карађорђе са чак 30.000 људи налази код Бања Луке и да планира поход на Сарајево. Дубровачки драгоман у Травнику Антун
Вернаца јављао је, да су путеви у Босну пуни убица и друмских разбојника.
У Билтену француског конзулата у Дубровнику од 28. маја 1805. наводи се, да Руси незлоупотребљавају само босанске Србе, већ да у устанак желе да увуку и босанске католике. Свештеник из Босне Симон Ваковић, носио је у јулу 1805. руском посланику у Цариграду молбу босанских хришћана, у којој се тражила заштита руског двора. Наведене француске тврдње мало су вјероватне, поготово ако се има у виду чињеница да је Русија у тим година била у миру са Турцима. Руски помоћник министра иностраних послова кнез
Адам Чарториски био је тих година на становишту, да се Србима првенствено због даљине и не може пуно помоћи. Ако би се Турска распала, кнез
Чарториски био је више за то да Босна припадне Аустрији, а никако Србији. Тек након руског пораза од Наполеона 2. децембра 1805. мијења се спољна политика кнеза Чарториског. Он је већ током 1806. озбиљно радио на формирању Балканске федерације у чији састав би ушла Херцеговина.
Аустријанци, који су нарочито страховали од могуће сарадње хришћана у
Босни са Србијанцима, јављали су у то вријеме да у Босни постоји споразум
„попова грчке вјере са Карађорђем”. Француски министар спољних послова
Шарл Талјеран тврдио је средином фебруара 1805. године, да се српски устаници желе убацити у срце Босне, као и да сви православни ове покрајине показују спремност да им се придруже. Француски лист „Публицист” писао је, да је
Карађорђев долазак у Босну највећа желја тамошњих Срба. Французи су у јуну 1805. ширили вијести, да послије пораза Муса–аге на обалама Дрине босански Срби вјерују да ће Карађорђе лично упасти у Босну. Чак је и неки анонимни француски ухода примијетио, како су се босански Срби тада боље бранили од насиља него раније, што је била посљедица успјешних акција српских устаника на Дрини. Одлазак у првој половини јула 1805. јединствене депутације хришћана из Србије и Босне у Цариград са молбом, да се поново успоставе њихова стара права и да се у вилајету њихових покрајина именује један представник хришћанске вјере представљао је за Французе очигледну Карађорђеву претензију на Босну.
Услијед промјене спољно–политичких околности након Пожунског мира
Године 1805., прибојавајући се да српски устанак не искористи све јача
Француска, Русија је промијенила однос према устаничком покрету, настојећи да га усмјери за борбу против Француза. Нудећи јој марта 1806. осим
„Хрватске Турске” и Србије и Босну, руска дипломатија рачунала је на аустријску сарадњу око подјеле Балкана. Поставља се питање, колико су устаници у Босни знали за ове руске приједлоге, будући да су фебруара 1806. једном преставком руској влади тражили сједињење са Србијом. Штавише, неки од њих су се почетком марта исте године договарали са анонимним
„московским генералом” око будућих војних акција у босанском Подрињу.
Везу Петра I са босанским Србима требало би тражити у аустријским сумњама, да се црногорски митрополит још крајем XVIII вијека заложио на руском двору за рестаурацију Српског царства. План је требало започети састанком свих важнијих духовних лица у Босни, како би радили на прикупљању и преписивању српских средњовјековних докумената, због чега је Петар посјетио дабробосанског митрополита. Након неког времена, у Русији су у вези са овим послом путовали архимандрити Стеван Вучетић и неки Лазар из
Босне. Још у другој половини 1802. одржан је Збор главара херцеговачких племена, на коме је одлучено да се изасланици из Херцеговине на челу са архимандритом манастира Пива Арсенијем Гаговићем, обрате руском цару око подизања устанка у тој области. У то вријеме, Руси су били у добрим односима са Портом и желјели су смиривање ситуације. Гаговић је 22. новембра 1803. отпутовао у Русију да моли помоћ за ослобођење
Херцеговине, предлажући уједињавање свих Словена на југу у једно
„Славено–сербско царство” са престоницом у Дубровнику и руским кнезом на челу, кога би одредио руски цар. Његујући билатералне односе са Турском,
Русија је вршила спољно–политички притисак, како се буна на простору источне
Херцеговине не би разбуктала. Херцеговина је преко Црне Горе била руска интересна сфера. Вјерска подијељеност међу православнима и католицима у
Херцеговини била је већа него у Босанској Крајини. То је основни разлог што није било јединственог дјеловања на територији цијеле Херцеговине, него само у областима са православном већином. Главна жртва притиска на Црну Гору, који су осим Руса вршили и Французи били су херцеговачки Срби, којима се искључивало право заједничке дјелатности са Србијанцима. Архимандрит
Гаговић се по савјету руског генерала Ивелича није одазвао ни на Карађорђев позив 27. августа 1804. године, да се у Херцеговини подиже устанак. Ивелич је 12. децембра 1804. послао поруку Гаговићу, да Херцеговци треба да по жељи руског цара буду покорни Турцима. Његовом куриру у Дубровнику, руском мајору Милетићу предао је херцеговачки игуман Трофин при крају
1804. молбу за руског цара, у којој се тражила руска заштита за Херцеговину.
Штавише, истим поводом у Дубровник је у јануару и фебруару 1805. на разговоре код руског конзула Фонтона неколико пута долазио херцеговачки митрополит.
Француска спољна политика је током Првог српског устанка заузимала протурски став. Наполеон се од 1799. залагао за територијални интегритет
Турског царства и тиме био против устанка Срба 1804. године, сматрајући га руским дјелом. Далмација је за Наполеона била стратешки значајна, док су о
Босни Французи слабо знали, иако су конзуларног чиновника имали у Травнику још од 1793. године. Штавише, у Наполеоновом министарству спољних послова се у мају 1806. сматрало, да је Босна саставни дио Србије. Французи су запосједнувши Далмацију 1806. први пут дошли у контакт са европском
Турском, односно са Босанским пашалуком, одакле су им се Србија и Босна учиниле мостовима за продор руских снага на Медитеран. Вјероватно због страха од Руса лист „Газета” писао је о наводном договору Наполеона и цара Франца I, да се уједињеним снагама за Аустрију запосједну Босна и
Србија. Комбинације француске политике према Србима мијењале су се током њиховог кратког боравка у Далмацији. Доласком Француза у Далмацију
Године 1806., започело је њихово „удварање” Турцима. То је вјероватно и био разлог што су им се у октобру 1806. супроставили Херцеговци из требињског краја. Наполеон је имао нови план, који је имао за циљ да ојача
Турску и супростави је Русији. Он је директно подбадао султана Селима III, да што прије угуши устанак у Београдском пашалуку. Пјер Давид је током своје конзуларне мисије у Травнику, за кратко вријеме у потпуности придобио босанског везира, франкофила Хозреф Мехмед–пашу, некадашњег египатског вицекраља, иначе ватреног присталицу реформи Селима III и Наполеоновог обожаваоца. Задатак новог француског амбасадора у Цариграду
Себастијанија августа 1806. био је, да се Порта придобије на страну Француске против Русије. Себастијани је Турцима сугерисао да одбаце српске захтјеве за аутономију и да силом угуше њихову побуну. Турска је прихватила приједлоге и почела да сарађује са Француском, чиме је покварила односе са Русијом.
По наговору Париза, Турци су свргли влашке и молдавске аутономне кнежеве, под оптужбом да су руски шпијуни. То је био основни повод да у августу
1806. избију дипломатски сукоби између Руса и Турака. Да би умирили Србе и осигурали мир у својој позадини, Турци су Карађорђу понудили аутономију
(„Ичков мир”). Французи, да би олакшали фронт према Русији наговарали су
Турке у рат против Русије. Порта је у децембру 1806. објавила рат Русији, а
Србијанци су одбацујући „Ичков мир” наставили устанак против Турака. По
Босни су у то вријеме кружиле приче, да се везир Мехмед–паша „поФранцузио” и да свој везират планира предати Наполеону. Једино од чега је требало зазирати по босанском везиру били су Руси, против којих је љета 1806. објавио мобилизацију свих спахија.
Аустрија је, као и Француска страховала од могућег повезивања устаника у Босни и Херцеговини са устаницима у Београдском пашалуку, као и њиховог ослањања на Русију. Није без разлога шпијун Влатковић неколико пута упозоравао бечку владу, како су му познате намјере „Разисцхен
Натион” у Босни, као и да је међу православнима на Балкану постојала организована сарадња. Међутим, вијести из фебруара 1807, да ће
Руси са 35.000 војника извршити инвазију у Босну биле су према француском конзулу неосноване. Њега је више забрињавало, што су руске уходе биле успјешне у застрашивању становништва Французима и што су га у Травнику сматрали за човјека који је служио за извршење међудржавног трансфера.
Овакве гласине приписиване су све развијенијој руској шпијунској мрежи, чијег су једног агента марта 1807. турске власти ухватиле у Травнику и подвргле тешком мучењу. У ове руске интриге био је увучен и црногорски владика, који је у априлу 1807. године Русима гарантовао оданост босанских Срба. Своју блискост са босанским Муслиманима конзул Давид је показивао од првог дана, поготово када је у априлу 1807. присиљавао босанског везира да се супростави и започне ратовање против Србије. Аустрија је паралелно са ширењем шпијунске мреже увела још почетком 1807. најстрожију забрану извоза оружја у Босну и тачно на вријеме осујетила планове устаника Јована Јанчића
Сарајлије у Босанској Крајини. Она је то радила преко саобраћајне инфраструктуре. На прољеће 1807. године Аустријанци су имали готов план цеста које су водиле од ријеке Зрмање у Босну. Влатковић је у септембру
1807. информисао заповједника Петроварадинске генералне команде барона
Симбшена о мисији сарајевског владике Кралјевића, пријатеља Француза, а у октобру 1807. барона Хилера о активностима Француза. Аустријанци су располагали информацијама из прве руке, јер је за Влатковића новембра 1807. радио лични везиров лјекар Дисилјери. Знали су, такође, да се Јанчић дописивао са Краљевићем, који је у Винковцима потпуно наивно тражио од барона
Симбшена помоћ у оружју за подизање устанка у Босанској Крајини.
Симбшен му је одговорио да искуство из посљедњег рата 1788–1791. говори, да су сва обећања о привржености православних у Босни Аустрији „празна” и да Аустрија због тога не може да подржи њихов устанак. Јанчић је љета 1807. очекивао помоћ Аустријанаца, а прво озбиљније аустријско праћење његових припрема било је у септембру 1807. године, да би већ крајем наредног мјесеца Аустријанци сазнали, да је Краљевић од овога тражио подизање устанка. Аустријски извори поновили су раније жеље босанских Срба, када су се у новембру 1807. кнезови из Босне обратили Аустријанцима са надом, да им помогну око подизања устанка. Овај позив морао је да долази од Јанчића.
Аустријанци не само да нису хришћанима пружили помоћ, него су двије године касније активно учествовали у гушењу Јанчићеве буне. Праћење границе и забрана извоза оружја, настављена је поготово 1808. године. У овом послу
Аустријанци су имали велику помоћ Руса. Капетан Новокрштени повјеравао се јануара 1808. једном аустријском службенику, да се у Босни спрема подизање устанка. Током припрема за рат са Французима у јесен 1806. године, цар Александар I и руски шеф дипломатије Будберг изјављивали су аустријском посланику у Петрограду, да Русија намјерава преко Србије и
Босне напасти Французе у Далмацији. Руски пуковник маркиз Паулочи послат је у јуну 1807. у Босну, да код домаћих хришћана испита те могућности.
Нема сумња да је руска присутност у Молдавији и Влашкој у априлу 1807. доприносила охрабривању босанских хришћана. То је био главни разлог што је босански везир наредио православним калуђерима, да у црквеним молитвама проповиједају против руског цара Александра.
Француски посланик на Порти Себастијани, али и Давид у Травнику отпочели су са Турцима преговоре, да се преко Босне у Србију пропусти француска војска, која је имала даље да продужи за јужну Русију. Та формација од
25.000 војника била је 1807. више него спремна, да у корист Турака преко
Босне, као транзитне станице, изврши инвазију на побуњени Београдски пашалук. Међутим, Наполеоновом побједом над Русима у бици код Прајсиш
Ајлаца и Фридланда почетком 1807. године, Руси су натјерани на мир у Тилзиту јула 1807. године, након чега су се чак спријателјили са Французима. Русија је зближавањем са Французима само тражила окончање рата са Турцима. Миром у Слобозији августа 1807. уз посредовање Француске, измириле су се Русија и Турска, а Србијанци су остављени на цједилу. Након фамозног „Тилзитског” измирења између Француске и Русије 7. јула 1807. обустављено је и дотадашње Наполеоново антисрпско расположење. За вријеме краткотрајног савезништва са Русијом, Наполеон је Карађорђа предлагао чак за краља
Словена. Са друге стране, конзул Давид писао је 15. августа 1807. својој влади, да је Тилзитски мир додатно узнемирио босанске Турке и појачао њихов страх од Наполеона.
Први аустријски конзул у Травнику Паул фон Митезер имао је 1807. основни задатак, да увјери босанског везира да се на Босну са аустријске стране не припрема војна интервенција. Митезер је брзо истиснуо француски утицај на босанске католике, којима је у име своје владе одмах предао помоћ од 800 форинти годишње. Он је од Француза хтио отргнути и православне, који су преко далматинског архимандрита Зелића већ водили преговоре са генералом Мармоном. Аустрија је преко свога конзулата хтјела стећи јаснију слику о Французима и Русима и она у то вријеме није озбиљно рачунала са окупацијом Босне и Херцеговине, иако је једна јака струја у њеној политици, већ тада форсирала тај курс. Бечу је турски интегритет био важнији, сигурно више од непознатих сусједа на њеним југоистичним границама. Радећи на одржавању добрих односа са Турцима, оружје и накит који су слати аустријском конзулу Митезеру 1807. били су намијењени за поткупљивање босанског муслиманског племства, католичких фратара, као и православних попова, који су агитовали за њену политику. Аустријска спољна политика базирала се на чекању скоријег француског војничког пораза, након чега би се Босна и Херцеговина по природи ствари ујединила са Далмацијом и постала њен саставни дио. Од тада, Аустрија је губитке од Наполеонове блокаде компензирала све јачим уласком у Босну са трговачким капиталом.
У вријеме измирења Русије и Француске, а потом Русије и Турске крајем лјета 1807. вођа Срба из Босанске Градишке Јован Јанчић агитовао је по српским селима Босанске Крајине за устанак против Турака. Односи Русије и
Француске након потписаног мира лјета 1807. године, са чиме је, што је врло могуће, наивно рачунао Јанчић, били су нимало увјерљиви. Такође, на близину
Руса у Макарском Приморју и Полјицама, у којима су они успјели придобити неке побуњенике против Француза српски покрет у Босни се није могао ослонити, будући да је кратко трајао.
Конзул Давид је почетком октобра 1807. пренио вијести у Париз, да се по
Босни причало како је султан Босну уступио Француској што је узнемирило домаће Муслимане, али не и православне, који би били најрадоснији да им
Русија загосподари. За разлику од босанског везира, његови најближи људи:
Сулејман–паша Скопљак, Сунулах–паша и Миралем–паша, четири алајбега и готово сви капетани били су изразито антифранцуски расположени. Смјена профранцуског везира Мехмед–паше у новембру 1807. био је према мишљењу конзула Давида само резултат даљих интрига Аустрије.
Инертност Руса за догађаје у Босни и њихово дезавуисање устаничког покрета добијало је своју завршницу крајем 1807. године. Једно Јанчићево писмо из децембра 1807. у коме се он питао, да ли треба очекивати руску подршку у устанку у Босни, Краљевић је предао руском конзулу у Србији
Родофиникину, а овај га послао у Русију. Изигравање Јанчића трајало је све до марта 1808. године, када га је Краљевић позвао да дође у Србију у манастир Боговађу. Било је познато, да је Краљевић у новембру 1807. агитовао код Србијанаца, да они изврше упад у Босну. Наполеон је већ тада размишљао да се Турци истјерају из Европе, што је и предлагао Аустријанцима и
Русима. Чак је и француски посланик у Петрограду Голенкур повео почетком
1808. преговоре о подјели Турске. Русија је за себе тражила Србију, док је за
Босну договарано да је добије Француска или да буде подијељења између
Француске и Аустрије. Међутим, Аустрија ни тада није била расположена за подјелу Турског царства. У циљу даљег јачања веза Аустрије и Турака почетком 1808. у специјалну мисију у Травник је дошао поручник Бадалић.
Прије пута, Бадалић је био упозорен да у разговорима са француским конзулом и са босанским Муслиманима увијек углађено наглашава снагу аустријског оружја.
На прољеће 1808. су се увелико преносиле дезинформације, да ће
Французи, Руси и Срби заједнички напасти Босну. У међувремену, до босанских Срба допирале су вијести да је Карађорђев захтјев за обновом српске државе био одобрен од Руса. Међутим, у припреми устанка највећи недостатак био је помањкање конспирације. Најодговорнија личност за пропаст Јанчићеве буне свакако је Краљевић, коме је током три године, колико је припремао устанак сву његову преписку хватала аустријска погранична служба. Аустрија је већ с почетка љета 1808. све конце у Босни држала чврсто у својим рукама. У Травнику се прочуло да ће Русија ускоро заузети Видин, Карађорђе Сарајево, а Аустрија прво Бихаћ, а затим цијелу
Босну. Беч је за савезнике придобио и врх православне цркве у Босни.
Митезеру су почетком октобра 1808. на ноге у Травник дошли сарајевски митрополит Калиник и зворнички владика Јоаникије, прије свега да се туже на
Краљевића и изјасне за Аустрију.
Зебња Аустријанаца појачана је нарочито након Краљевићеве преписке са Србијанцима, као и одласка на поклоњење генералу Мармону у
Далмацију. На јесен 1808. са генералом Мармоном и управником
Дандолом, у Далмацији се сусрео и Јанчић, затраживши том приликом 1.000 војника неопходних за побједу над Турцима у Босни. Јанчић је Французима нудио цијелу Босну, уз гаранцију да исту жељу има и Србија. Мармон му је обећао помоћ, али у „датом тренутку”. И Србијанци су, кад их је Русија својом неактивношћу довела у критичну ситуацију, у једном тренутку 1809. размишљали да заштиту потраже од Наполеона, уз гаранцију да ће то урадити и босански Срби.
У инструкцијама Карађорђевом посланику у Бечу, истакнуто је да се од
Француза очекује само материјална помоћ и новац, као и да ће се српска војска сјединити са француском на Уни и код Дубровника. Понуду је
Наполеон одбио највише из обзира према Турцима. Ово је била шанса и за
Краљевића, који је као одани француски пријатељ, позивао у то вријеме Јанчића да дође у Сремску Митровицу, како би се договорили око устанка и видјели са
Карађорђем.
Конзул Митесер је 27. септембра 1809. добио наређење из Беча, да вијести о српским припремама устанка у Босни пренесе турским властима и да одговорност за то пребаци на Французе и Русе. И док је наредба путовала до
Травника, устанак је већ био угушен. Интересантно је, што су Турци за подизање устанка оптужили Аустрију, па се Митезер морао пред око педесетак ага и бегова у Травнику правдати, да је Аустрија имала најмање инетереса да помаже српски устанак у Босни. Потказивање устаника са сигурношћу се може приписати аустријском инспектору у Старој Градишци Котвицу, коме се 28. августа 1809. године Јанчић обратио, да једно његово писмо отпреми до
Сремске Митровице или Земуна. Котвиц је то учинио условљавајући Јанчића да му саопшти садржај писма.
Руска спољно–политичка активност била је по потреби усмјерена и на подизање Херцеговине. Руски изасланик Стефан Санковски, који је извјештаје о Херцеговини добијао од тамошњих попова, писао је након пропасти
Дробњака 4. септембра 1806. пивском архимандриту Гаговићу о потреби подизања Херцеговине против турских савезника Француза. Након погоршања односа са Портом, Санковски је почетком 1807. раздијелио проглас међу Херцеговце, позивајући их на устанак. Петар I Цетињски, који је 22. фебруара 1807. израдио план инвазије на Херцеговину, априла исте године је од њега одустао. Умјесто да Херцеговцима и Црногорцима пружи подршку, руски главни заповједник адмирал Сењавин је у априлу 1807. отпловио у Егејско море да помаже Британцима у нападу на Босфор и
Дарданеле. Овај потез утицао је на Санковског да почетком маја 1807. одустане од цијелог устаничког плана. Русија је током 1809. обновила ратне сукобе са Турцима, па су се Срби у Босанској Крајини нашли у улози руских савезника. Родофиникин је 1809. јављао Багратиону, да би устаницима у бањалучком крају требало са руске стране дотурити оружану помоћ. Да ли је то и остварено, није познато, али се зна да је Јанчић успоставио везу са
Родофиникином, а сва његова писма у којима је од Руса тражио помоћ, остајала су без одговора. Сумње у Краљевића појачане су када једно
Јанчићево писмо, које је Краљевић примио на Божић 1809. године, да би било послано на одобрење у Русију, није стигло на одредиште ни након три мјесеца.
Србија је почетком 1809. ушла у нови рат са Турцима са идејом коначног ослобођења и уједињења српских земалја. Руски генерал Прозоровски изразио је сумњу у обећања српског емисара у Јашију Ивана Југовића, да би се босански Срби придружили коалицији са Србијом и Црном Гором у новом рату са Турцима. Током рата између Аустрије и Француске 1809. изгледало је као да ће Француска и Русија образовати коалацију у борби против Турске и
Аустрије. Цар Александар I је француском посланику у Петрограду истицао, да би Србијанци могли у Босни за Французе направити „корисну диверзију”. У овом погледу, Французи су вјероватно тражили Карађорђеве гаранције, када му је конзул Давид послао четири официра са којима је морао стално да одржава везу.
Аустријско праћење ситуације у Босни настављено је поготово 1809. године, када се страховало од могућег повезивања устаника из Србије са разбијеним устаницима у Босни. Барон Латерман је писао 6. октобра 1809. из
Загреба о наводном убацивању двадесет српских емисара крајем септембра 1809. у Босну, са тежњом да се устанак прошири и на Босанску
Крајину. Аустријанце је, прије свега, морало да брине Карађорђево именовање католика Ивана Самарџића–Косанчића из Јајца у јануару 1808. за свог булјубашу, уз обећање да ће га прогласити и за команданта цијеле
„Турске Хрватске” (Босанска Крајина-Б. Т.), ако на устанак против Турака подигне католике. Босански католик Самарџић је, по неким информацијама, требало да води координирану војну акцију са француском и руском војском, које би са двије стране упале у Босни. Није случајно један од основних задатака аустријског конзулата у Травнику био контрола и надзор над активностима католичког становништва и његовог клера. Најбољи примјер аустријске антисрпско–католичке агитације у Босанској Крајини било је, када се септембра 1809. група католика из околине Бања Луке, предвођена ивањским жупником фра Јозом Ивићем оружјем супроставила устаницима.
У Травнику се децембра 1809. говоркало, како је Наполеон тајним уговором приволио аустријског и руског цара да споразумно раде против
Турског царства, при чему би сваки од савезника добио дио Босанског пашалука. Порта је крајем исте године упозорила босанског везира, да
„Москов наваљује на Озију и Јеркјок”, и да се припази њихових савезника Срба „који се не разликују од Руса”, поготово од њихових активности у Босни. Ипак, до француско–руске сарадње није дошло. Колико ово има везе са пропашћу Јанчићевог покрета, може само да се нагађа. Оно што је истина је, да је претјерано Кралјевићево ослањање на генерала Мармона у
Далмацији имало за резултат убрзану пропаст устанка. Као заслужном грађанину, Французи су Краљевићу поклонили једну зграду у Шибенику, док му је Наполеон лично даровао 1.500 дуката, именујући га 26. марта 1810. за далматинског епископа.
Послије краха Јанчићевог покрета, долазак ослободитељице Србије у
Босну остао је без изгледа. Само понеки умнији босански Срби наивно су очекивали спас од Француза, као што је био случај са попом Димитријем
Стојановићем из Српског Волара крај Приједора. Он је владици горњокарловачком Мојсију Миоковићу писао, да се на прољеће 1810. искрено нада француској акцији у Босни. Французима су се нудили и неки анонимни мешетари из бањалучког краја, што би се могло довести у везу са француским вијестима да ће Карађорђе до Ускрса 1810. напасти Босну. Њих, опет треба повезати са такозваним „Трећем мемоаром о Босни”, писаним за генерала Мармона, у коме се говорило о спремности босанско-крајишких
Срба за подизање новог устанка у савезу са Французима, при чему се планина Козара наводила као могуће мјесто окупљања. Чак је неки православни из Бања Луке посјетио фебруара 1810. француског конзула у
Травнику, тражећи помоћ за ослобођење, тврдећи да у бањалучком округу има 30.000 устаника спремних за рат. По други пут, током фебруара, самозвани вођа бањалучких Срба тајно је дошао код француског конзула, понудивши да се Срби из тога краја поново подигну на оружје у корист
Француза. Конзул Давид отправио га је оштрије него први пут, вјерујући да је ријеч о шпијуну босанско-крајишких ага и бегова, преко кога су ови испитавали окупацијске намјере Француза. Карађорђе је 1811. био спреман, како је и навео у писму Наполеону, признати га за цара, под условом да се сви јужни
Словени окупе у једну државну заједницу. Русија у коју су Срби полагали наду пред судар са Наполеоном 1812. препустила их је коначној судбини, послије чега су били поражени.
Аустријанци су почетком јула 1811. имали информацију, да се Србијанци и
Руси спремају упасти у Босну, као и да је Карађорђе позвао православне у овој провинцији да се придруже овој акцији. Ову су биле само гласине, али нада за продор Руса у Босну која се назирала у уговору склопљеним између Руса и Турака у првој половини јануара 1812. године, у коме је зацртана клаузула, по којој би Руси у случају рата против Француске имали слободан пролаз војске преко Босне за Илирске покрајине, није никада остварена. Руси су у овој
„Јадранској екскурзији” рачунали на 10.000 војника, који би преко Србије и
Босне ушли у Илирске провинције, а преко њих и у Италију. На подизању устанка
Срба у Босни, заједно са Карађорђем, радио је тада руски потпуковник у
Београду А. Полјев. План није остварен, јер се руска војска у међувремену, због дубоког Наполеоновог продора према Москви повукла из Србије.
Током читавог француског присуства у Далмацији, против Француза су енергично били, не само херцеговачки свештеници католичке, већ и православне цркве. Ово је 1812. послужило новој руској спољно–политичкој агитацији против
Француза у Илирској провинцији, којом се, да би се Французи задржали на тој страни, жељела под вођством Гаговића изазвати побуну у Далмацији. Читава ствар је пропала, јер су Руси нереално рачунали да се из покрета у Херцеговини и Босни за њихову акцију може подићи 600.000 јужних Словена. Такође, настојање Аустрије да преко Карађорђа загосподари и Босном, тако што је након његовог бијега из Србије у Аустрију септембра 1813. замало именован за аустријског кнеза Србије и Босне, пропало је због његовог одбијања.

## Ратне операције у Босни и Рашкој области

### Борбе 1806. године
Према Леополду Ранкеу: „У босни се већ (1804) помишљало да све листом што је Србин и што у Христа верује скочи на Турке." Такво расположење јавно илуструје чињеница да су се већ у љето 1804. године међу Србима у Босни и Херцеговини пјевале пјесме о устанку и Карађорђу. То опште незадовољство израшће током 1805. године у праве немире и цијели српски народ, негдје јавно, негдје тајно, манифестоваће своју солидарност са српским устанком и своје наде стриктно везати за његове побједе и стрепње. Премда су припреме за устанак вршене све вријеме, до њега ће доћи тек 1806. године као директна посљедица српске офанзиве са краја 1805. године, односно почетка 1806. године.

### Груписање обостраних снага почетком 1806. године
Увидјевши да се побуњени Срби не могу наговорити на лојалност нити лако савладати, Порта се већ крајем 1805. године одлучила на велику офанзиву, објавила је рат устаницима султановим ферманом и одредила главног команданта, румелијског валију, Ибрахим-пашу скадарског, коме је наредила да у прољеће 1806. године са јаким снагама концентрично нападе српске побуњенике, покори их и успостави османску власт у Србији. У том циљу наређено му је да дође у Ниш и ту изврши концентрацију главних турских снага за напад на Србију, што је он и урадио. Истовремено је наређено и прикупљање јединица на помоћним правцима - на Дрини и у рејону Видина, а такође у циљу напада на Србију. Само у унутрашњом кризом дубоко потресеном царству није било лако извршити војне припреме па се окупљање војске за напад на Србију прилично одужило. Да би одлучно одбили противничку офанзиву, устаници су на сва три фронта припремали активну одбрану. Главнина војске је била предвиђена за операције на јужном фронту, пошто је праваћ долином велике Мораве имао највећи стратегијски значај. Због тога се резерва налазила код Тополе, одакле је могла да интервенише на сва три фронта, а по потреби и према Београду.
На основу донијете одлуке на смедеревској скупштини, да устаничке снаге продру на неослобођену територију и тако предухитре турску офанзиву, Карађорђе је наредио: Миленку Стојковићу да заузме Пореч и Кладово, Петру Добрњцу да дејствује долином Мораве ка Параћину и Ражњу, а Станоју Главашу да заузме Крушевац и наступа у правцу Куршумлије. Радич Петровић је добио задатак да продре у долину Ибра и наступа ка Новом Пазару, а одреди Милана Обреновића према Вишеграду и Новој Вароши. Јакову Ненадовићу је наређено да освоји Шабац, а према Босни да се држи дефанзиве.
У почетку своје превентивне офанзиве устаници су постигли знатне успијехе. Станоје Главаш је ослободио Крушевац и очистио истоимени округ од Турака. Петар Добрњац је освојио Параћин, Ражањ и Алексинац, а трупе Османа Пазваноглуа (3000 јањичара на коњима) потукао на Џивџибари, сјеверно од Сокобање и нанио им велике губитке. Мало је недостајало па да и сам Пазваноглу буде заробљен. Миленко Стојковић је ноћним препадон 25.-26. јануара 1806. године заузео Пореч и продужио дејства ка Неготину и Кладову, које ипак није успио да заузме. Једино су турске снаге одбациле одред Радича Петровића са Дежеве, код Новог Пазара.

### Офанзива устаничких снага под командом Радича Петровића и Милана Обреновића
Устанак у Шумадији и Подрињу покренуо је велики број људи на горњем току Лима и Таре на хајдучију која ће све до краја устанка добијати сталне подстицаје сливајући се у солободилачки покрет на том простору. Босански валија је 13/25. јануара 1805. године упутио другу бујрулдију којом је наредио заповедницима, ајанима и кадијама од Травника до Новог Пазара да прокрче тијесне стазе, поправе мостове и припреме храну по конацима. Босанском намјеснику је 16/25. фебруара стигло наређење из Истанбула да пошаље војну помоћ у Нови Пазар јер се број устаника из дана у дан повећава.
Међутим, нешто јужније, Турци су још раније имали проблема. Прије средине априла 1805. године био је одређен Смаил-паша да успостави ред и мир у Никшићу и његовој околини са босанско-херцеговачким беговима и спахијама, о чему су обавијештене кадије у Пријепољу, Старом Влаху и Новом Пазару. Међутим, ови су избијегавали да Смаил-паши оду у помоћ. Када је то сазнао, босански валија је бујрулдијом од 5/17. јуна 1805. године наредио сарајевском кадији и кадијама и под кадијама Фојници, Високом, Прозору, Неретви, Бирчу, Сребрници, Вишеграду, Челеби пазару (Рогатица), Чајничу, Ташлиџи, Пријепољу, Старом Влаху, Новом Пазару и Фочи, као и вилајетским алајбеговима и њиховим заступницима да су босанско-херцеговачки бегови и спахије одређени да иду у помоћ Смаил-паши у Оногошт. Валија наводи да је већ послао неколико бујрулдија беговима и спахијама да оду у Никшић, али ови нису послушали његову заповијест. Зато он поново наређује да се сви позвани одазову и оду под барјак алајбегов иначе ће им се одузети зијамети и тимари и дати другом.
У међувремену, средином маја, плијенило се око Нове Вароши, а између 24. маја и 5. јуна 1805. године, устаници су опљачкали Ужице и Нову Варош.
Пошто су Срби напали Ужице, сарајевски прваци су се окупили на шеријатском суду и одлучили да упуте молбу валији да се десет барјактара добровољно јавило да са по 50 војника сваки крену у помоћ Ужицу. У молби су тражили од валије да им изда бујрулдију и да за њиховог вођу именује јаничарског агу Мемиш-агу Мачковића. Такође су тражили да валија нареди да се из целе Босне пошаље што је могуће више аксера у помоћ Ужицу. На ту молбу босански валија је издао бујрулдију између 20. јула и 1. августа 1805. године којим је одобрио молбу с тим да је овај одред од 10 бајрака по 50 војника под командом Мемиш-аге Мачковића потчињен Хасан-паши, мутесарифу зворнилког санџака и команданту цјелокупне турске војске послате у помоћ Ужицу. Из бујрулдије босанског валије Сејди Мустафа-паше 9.-21. августа 1805. године сазнајемо да је већ било наређено Синан-паши (команданту Таслиџанског, Чајничког и Пријепољског аксера), Хаџи Салих-бегу (команданту Сребрничког аксера), Мехмед-аги (команданту Вишеградског аксера), Шех Али-аги (команданту старовлашког аксера) и Бећир-бегу (команданту Новопазарског аксера) да у договору са Хасан-пашом свако крену у наступање засебним правцем ка Ужицу. Задатак им је био да ослободе Ужице опсаде и да га обезбиједе. Када је Мемишага Мачковић стигао у Вишеград, обавијештен је од Хасан-аге да су Срби потучени код Ужица и да зато не наставља наступање из Вишеграда. На то је Мемиш-ага тражио одобрење од валије да се са својих 500 војника врати кући, а што му је валија бујрулдијом од 11/23. августа 1805. године и одобрио. У ствари, истина о догађајима око Ужица била је нешто другачија. Борбе за Ужице су започеле 19/31. јула 1805. године нападом устаника и трајале су до сутрадан у 4 сата по подне, када су Турци истакли бијелу заставу и предали се након чега се приступило преговорима. Услови примирја су испуњени 22. јула/3. августа када су јањичари и њихове вође напустили Ужице док по условима примирја устаници нису посјели сам град. На вијест о примирју обустављене су даље ратне припреме у Босни.
У љето 1805. године побунили су се Дробњаци. Ускоци и дио племена Никшића, а касније и дијелови Мораче и Роваца, али не и остала Брда. На основу претпоставке пљеваљског кадије да се дробњачка раја дигла на оружје, уз помоћ ешкије из Мораче, босански валија је 7.-19. августа 1805. године наредио сарајевском мутеселиму хаџи Ахмед-бегу Палоњу да се опреми неколико стотина бораца за помоћ пљеваљском мутеселиму Синан-паши и кадији. Палош је тек 8.-20. септембра кренуо, са 55 фојничких коњаника ка Пљевљима. На Дробњаке је 7.-19. октобра 1805. године кренуо из Ускопља и Сулејман-паша Скопљак. Његов задатак је био да успостави ред и мир и угуши немире. И поред султановог фермана да се устанак Дробњака и Морачана милом или силом што прије угуши, Турци Бошњаци су на савјетовањима са валијом у Травнику око 1. новембра 1805. године донијели одлуку да не дижу војску док не прође рамазан, а да се тек после Бајрама закаже нови састанак који је заиста и одржан око 1. јануара 1806. године. Босански валија је 4.-16. јануара 1806. године наредио и неколицини сарајевских првака да крену Дробњаке и Морачу. Коначно је током јануара и фебруара 1806. године Сулејман-паша Скопљак успио да умири рају у Дробњаку и околини те је 26 угледних племеника спровео као таоце у Травник (фебруара 1806. године). Дробњаци и остала племена добила су од Турака амнестију, док Моравчани и Ровчани нису предали оружје и нису се повиновали савјетима владике Петра I да изјаве покорност босанском валији.
Крајем 1805. године и првих недеља 1806. године дошло је до устаничких акција у Старом Влаху, што је било условљено навалом српских устаника у правцу Нове Вароши и Вишеграда које је предводио Милан Обреновић. Наиме, Радич Петровић је добио задатак да продре у долину Ибра и наступа ка Новом Пазару, а одреди Милана Обреновића према Вишеграду и Новој Вароши.
Радич Петровић и Карађорђев барјактар Танаско Рајић кренули су са око 1000 људи у наступање ка Новом Пазару. Радич Петровић се називао „кордун командант", а тај је положај добио после ослобођења Карановца и чишћења Пожешке нахије. Чим је Радич започео наступање долином Ибра, плануо је у том крају устанак који су помогли студенички монаси којима је Правитљествујушчи совјет 24. јануара /5. фебруара 1806. године упутио једног Радичевог официра Кузмана и нешто џебане. Почетком фебруара у Срему су аустријски официри сазнали да је Радич Петровић са 3600 људи избио у Старом Влаху на Цариградски друм истовремено отворивши комуникацију Србије са Црном Гором. Радич се 9/21. фебруара 1806. године јавио Радославу Марковићу, новопостављеном буљубаши Јелечке нахије, позивајући га да народ тога краја дигне на устанак: „мало и велико који има пушку, а који нема нека узме секиру". Позиву на устанак одазвали су се истакнути људи из крајева око Ибра: Мелентије Никшић уз Брезова, поп Филип из Горње Брезове, поп Никола из Мрсаћа, Ђура Брничанин и многи други. За кратко вријеме подигла су се сва села у Пазарској нахији, по горњем Ибру, Јошаници, Рогозни и Подгорју. Напредовање устаника према Новом Пазару помиње се већ у турском извјештају од 13/25. фебруара 1806. године када су упућена и турска појачања у Нови Пазар. Из ове бујрулдије сазнајемо да су устаници навалили на Нови Пазар и угрозили цијели тамношњи кадилук. Због тога је, већ раније (вјероватно између 1. и 13. фебруара 1806. године) Сулејман-паша умјесто у Рогатицу упућен у Нови пазар гдје је преузео команду над тамошњим турским снагама поставши клишки мутесариф. током следећих дана му је послато још војника (аскера), а премда је имао у новопазарској тврђави 100 канатара барута и велику количину куршума и остале џебане, добио је јоњ и једног и другог. У Нови Пазар је стигао и чаушки ћехаја босанског ејалета. Два дана раније двема тескерама од 11/23. фебруара упућено је по 150 војника из јајачког кадилука и Ак Хисара (претходно им је било наређено да иду за Стари Влах) за Нови Пазар. Концентрисање турских трупа код Новог Пазара је настављено и следећих дана па је тако тескерм од 16.-28. фебруара 1806. године упућено 25 војника из Кобашког капетанлука (под Ибрахим-агом) , другом тескером, написаном истог дана, упућени бањалучки војници - коњаници и пјешаци (под командом Ибрахим-аге Сулејманпашића), а тескером од 17. фебруара/1. марта 1806. године и 50 војника из Ђолхисара (Језера) под командом Махмут-аге.
У међувремену, око 10/22. фебруара, издат је султански ферман којим је босанском валији наређено да у договору са Сулејман-пашом крене у исти дан у офанзиву на Србе. И то он преко Шапца и Ужица, а Сулејман-паша преко Бајине Баште. Истим ферманом султан обавјештава валију да је за сераскера турске војске у походу на Србију одредио Румелијског валику и Сакдарског мутесерифа Ибрахим-пашу. Такође га обавијештава да је овај рат против Срба проглашен светим ратом и да су сви муслимани дужни да се одазову позиву на рат. Иначе, овај ферман је стигао валији, вјероватно, првих дана марта. Ферманом написаним 20. фебруара/4. марта 1806. године султан извјештава босанског валију да му је бродовима из Истанбула преко Дубровника послата велика количина муниције и барута.
Усљед припрема за рат 13/25. марта 1806. године умро је босански валија Мустафа Сејид-паша након чега су Бошњаци који су се затекли у Травнику као валијиног заступника, док не стигне нови валија, изабрали валијиног ћехају Ибрахим Решид-агу.
Тако су се током фебруара и марта (по новом) постепено концентрисале турске снаге у Новом Пазару. Поред већ одраније распоређених турских снага, у Вишеград су се прикупила и снаге Сулејман-паше, а стигле су и јединице Кара Фејзе. Све ове снаге су имале заједнички задатак да најпре зауставе устанике, а да затим у противофанзивни наступају долином Рашке и Ибра ка Карановцу. Средином марта 1806. године (по новом календару) Сулејман-паша се налазио у Старом Влаху и ту му је упућено још 100 војника из Зениде под командом Сердар-аге. Бујрулдијом од 21. марта-2. априла 1806. године упућен је и надтурђија травничког сердара са 200 војника из Травника за Нови Пазар. Турци су кренули у офанзиву средином марта 1806. године (по новом календару). Српске снаге судариле су се са бројно јачин Турцима (око 3000 бораца) на ријеци Дежеви. Крвави бој трајао је од јутра до вечери. Пред вече стигло је Турцима појачање из Новог Пазара па су након тога они успијели не само да потисну већ и да разбију Србе. У овом боју, вођеном око 10/22. марта Срби су имали око 70 погинулих бораца. Међутим, Срби су успјели да се привремено одрже у околини па је после двије недеље 25. марта/6. априла бијен бој на Будићима, у којем су Срби поново поражени. У том боју је, поред осталих, погинуо и Радичев барјактар Ђура Бранчанин, под којим је била подгорска нахија. Сутрадан, 26. марта/7. априла, Турци су опљачкали манастир Студеницу. Поред Ђуре у овим борбама погинуо је и млади ђакон манастира Студенице Руфим, кога су рањеног Турци заробили и одвукли у Нови Пазар гдје су му одсјекли главу.
Напад Турака је био силовит, тако да се после борбе код Будића српски фронт распао. Народ је бјежао ка Западној Морави, а игуман Студенице је са збијегом понио и мошти Стевана Првовјенчаног. Кнез Милић Лучић и поп Никола Костић су покушали да организују одбрану, али без веће успјеха. Тек уз велике напоре, прије свега кнеза Теодосија и буљубаше Радоја из Коњуше успијело се у напорима за организовањем одбране. Према Турцима који су 30. марта/11. априла били на Бреснику је истурена мртва стража у осматрачком шанцу. Постојала је најава да ће Турци наставити напредовање пре сванућа на Васкрс 1/13. априла па су кнез Лучић и поп Никола са Демероње поставили засједу још ноћу 30/31. марта тј. 11/12. априла 1806. године.
Борбама у Старом Влаху, а затим продором од Вишеграда ка Ужицу  и од Новог Пазара низ Ибар Турци су до средине априла (по новом календару) повратили територије које су Срби ослободили у зиму 1805/6 године. Мада је Турска војска имала иницијативу, она није продужила наступање, највјероватније због тога што је тежиште офанзиве пребачено на сјевер, тј. ка Шапцу. Поред тога, извршен је и један слабији напад, западније, на снаге Милана Обреновића.
Колоне под командом Милана Обреновића и Раке Левајца (био потчињен Радичу Петровићу) су имале успијеха. Вјероватно је посљедњих дана 1805. године (по новом календару) стигле су до Вишеграда и Нове Вароши, при чему су заузеле и спалиле Прибој и Вишеград, а Пљевља и Рудо су држале под опсадом. Нападнут је и Стари Влах. Милан Обреновић је подигао шанчеве на мјестима званим „Катићи" и „Деретин", у којима је оставио са нешто војске проту Милутина Илића Гучанина и Новака Бошковића „да од оне стране Турцима се указују, и сметају им напредовати." Овом приликом устаницима се придружио и старовлашки кнез Максим Рашковић. У Виловима (рујанска нахија) бијен је бој 26. децембра 1805. године/6. јануара 1806. године у коме је погинуло више Ариљана, Драгачеваца и Чачана. Због тешког стања око Вишеграда босански валија је 13/25. јануара 1806. године написао двије бујрулдије. У њима се говори о томе како се раја смедеревског санџака показала непокорном и дигла на устанак. Побуњена раја се окупила одо Вишеграда и угрожава мост („ћуприју") као и цијели кадилук. Због тога је првом бујрулдијом наређено свим алајбеговима, беговима, церибашама и спахијама босанског санџака да, под командом босанског алајбега Ибрахим-бега, хитно крену у Вишеград. Запријећено им је свима да ће им не само бити одузети спахилуци, него да ће бити и кажњени ако одмах не крену у поход. Друга бујрулдија је упућена мулама, босанском сарајевском кадији, ешрафима, мудеризима, другим кадијама и хоџама, јаничарском заповједнику, хасећијама, агама мртве страже, барјактарима итд... Валија их је обавијестио да је из Рогатице и Вишеграда добио писма како су се устаници окупили око Вишеграда са „ружном намјером". Због тога је неколико дана раније отпремљена војска за Вишеград. Још прије тога одређен је Хасан-паша из Бања Луке са војницима из Фојнице, Високог, Неретве и Прозора за чување вишеградског кадилука. За главног команданта турских снага око Вишеграда био је одређен бивши мутесариф зворничког санџака, Мехмед-паша, а за команданта снага око Сребренице Хаџи Салих-бег царски силахћор. Овај други је требало, да у случају потребе дође у помоћ Вишеграду са 1000 војника из Сребренице, Бирча и Кладња. Шех Сувар-бег мемур босанске тефтерхане, коме је за испомоћ додијељен писар исте теферхане Хаџи Ахмед-бег Корчалија, био је задужен да војницима на маршу дијели таин. Истовремено наређено им је да по Вишеграду и Рогатици купе захиру за шта су, као предујам, добили из валијине благајне 1500 гроша. На крају бујрулдије, валија од прво поменутих тражи да и они крену у помоћ Вишеграду. Још раније, чим су стигле фирјачије из Вишеграда у Сарајево, тамошње старјешине, пробране аге и старе оџаклије су након дугог савјетовања одлучиле да отворе барјаке мртве страже, са царском дозволом и да пожуре у помоћ Вишеграду, а затим крену у помоћ и Ужицу. Нешто касније, 28. јануара/9. фебруара 1806. године валија је наредио да се захира за трупе око Вишеграда, пошто нема довољно око Рогатице (из које је већ набављан и таин) набавља из околине Неретве и уопше Неретљанске нахије. Из ове бујрулдије сазнајемо да је, у међувремену, Салих-бег већ упутио одређен број војника из Сребренике за Вишеград као и да се очекује долазак у угрожено подручје и Сулејман-паше Скопљака са 5000 војника у Рогатицу. Убрзо је 31. јануара/12. фебрара 1806. године одређен тефтерхански ђатиб џебхане Хаџи-бег Зечевић да Мехмед-паши донесе два чадора, три товара фишека, 140 џунлета, као и да му доведе два доктора. Сутрадан, 1/13. фебруара 1806. године валијин ћехаја је написао тескеру којом је наредио да се ефендији Шех Алијагином пружи сва помоћ у транспорту два товара фишека из Травника до Старог Влаха за потребе Синан-паше команданта снага одређених да обезбјеђују кадилук Стари Влах. Бујрулдијом од 13/25. фебруара 1806. године наређено је Сулејман-паши да у договору са Мехмед-пашом, командантом турских снага код Вишеграда, заједничким снагама нападну устанике 20. фебруара/4. марта 1806. године, чији се логор налазио код Доброселице. Самом паши остављено је на вољу да после одбијања устаника сам оде за Нови Пазар или тамо упути неког другог да командује у његово име. У бујрулдији се, даље, наређује да сви војни обвезници из босанског ејалета оду у војске напријед поменутих паша или да се придруже војсци самог валије који се такође спремао за напад на Србију. Не постоје ни српски ни турски извори о томе на који су начин Сулејман-паша и Мехмед-паша извршили ово наређење, али успјели су да одбаце устанике из Старог Влаха и околине Вишеграда.
Средином марта 1806. године Сулејман-паша се налазио у Старом Влаху и ту му је упућено још 100 војника из Зенице, под командом Сердар-аге.
Милан Обреновић се из околине Вишеграда повукао у тјеснац између Добрача и Радаљева код манастира Клисуре. Турска војска је пљачкајући кроз старовлашка села стигла до Радаљева. Сулејман-паша је ту пребацио тежиште свог наступања. Око „Цвијети", тј. 7/19. априла, Турци су напали српске положаје и убрзо су освојили и њих и оне на Градини. Срби су одбачени из осјетне губитке. У борбама је погинуо кнез пожешке нахије Ристивоје, а можда и обор кнез Михаило Радуловић. Турци су убрзо ушли у Ариље гдје су са 14 ока барута покушали да дигну у ваздух цркву. Ипак даље нису наступали, задовољивши се да ојачају гарнизон у Ужицу. Нове борбе вођене су 21. маја/10. јуна и 22. маја/11. јуна код насеља Лопаша. На кордонској линији (подигнутој 1805. године) погинуло је 200 до 300 српских војника, али су Турци ипак потучени и одбачени ка Ужицу. Сам турски командант Орда-ага је погинуо. Постоји народна пјесма у којој се пјева како је на трећи дан Тројице 1806. године прота Милутин Илић Гучанин у селу Лопашу срео сарајевског Орд-агу, разбио му војску и одсјекао му главу.
Нешто раније, када је Мехмед-паша кренуо у напад из Вишеграда ка Ужицу, валијин кајмакам је бујрулдијом одредио за чување моста у Вишеграду 50 војника из прозорске нахије под командом тамошњег првака Дауд-бега.
Мало прије тога, Бимбаша Рака Левајац је са својом колоном напредовао између Радича Петровића и Милана Обреновића. За заузимање Нове Вароши обећано му је унапријеђење. Задатак му је био да пошто ослободи Нову Варош и узбуни Старовлашане потпомогне наступање Радича Петровића на Нови Пазар. Межутим, из писма које је Радич послао Раки Левајцу 3/15. марта 1806. године из Рудне сазнајемо да је Рака доживио неуспијех. Због тога га Радич савјетује да не клоне духом, него да прикупи снаге и сачека док он не ослободи Нови Пазар, а онда ће заједно напасти Нову Варпш. Даље из истог писма се сазнаје и то да је Сулејман-паша већ стигао до Новог Пазара, али са релативно слабим снагама. На основу турских извора знало се да се Сулејман-паша још увијек налазио у Старом Влаху, па је овдје вјероватно било ријечи о неком дијелу његових трупа. Рака Левајац ће остати на заузетим положајима бар до краја марта, мотрећи на простор између Нове Вароши и Новог Пазара. Касније се и он повлачи.
Крајем 1806. године владало је релативно затишје у Рашкој области. У то вријеме Турци су сматрали за опасну зону само простор између Дрине и Сјенице док је комуникацијски правац и даље био безбједан. Уосталом, преобучени француски официри на путу у Истанбул имали су пратњу само до Сјенице.

### Борбе на Дрини 1806. године
За напад на Србију 1806. године прикупљене су јаке снаге на дринском фронту. Њихов главни задатак био је да Шабац и Београд ослободе опсаде и тако спријече устаници да заузму ова два града. Да би се ослободио турског притиска из Босне, Карађорђе је замолио владику Петра I да црногорске снаге помогну српској војсци. Међутим, Црногорци су у то вријеме били ангажовани у тешким борбама са Наполеоновим трупама у Боки которској, а помоћне снаге су морали да оставе према Бару, Жабљаку, Подгорици, Спужу, Никшићу и Требињу, да би саму Црну Гору обезбиједили од евентуалног напада турских снага из рејона Скадра. Наравно, нису се смјели потцијенити ни испади турских снага из низа утврђених градова дуж граница Црне Горе.
Нешто прије тога усљед велике небудности посаде Шапца (око 250 устаника), Турци су успијели да га 6/18. децембра 1805. године заузму на препад. Због прославе Светог Николе устаници су тога дана мало више попили и поспали. Ту несмотреност су главом платили јер су их Турци све посјекли и Шабац је поново освојен. Устаници су одмах после тога опколики Шабац са 3000 војника са намјером да га освоје. У склопу устаничких ратних планова за 1806. годину Јакову Ненадовићу је наређено да освоји Шабац, а према Босни да се држи дефанзиве.
Да би указале ефикосну помоћ опсједнутој посади Шапца, двије колоне турске босанске војске форсирале су Дрину и продрле на ослобођену територију Србије. Десна колона је наступала ка Ваљеву, а лијева у правцу Шапца. Десна колона је допрла до Бранковине, гдје је од устаничких снага потучена и одбачена преко Дрине. Лијева колона је, 31. јануара/12. фебруара 1806. године, разбијена код Јеленче и одбачена у праву Шапца. У тој борби погинуло је око 200 Турака, а доста их је рањено и однијети су у Шабац.
С обзиром на развој догађаја на дринском фронту, Карађорђе је с јужног фронта отишао да руководи операцијама на западу. Да би појачао трупе на дринском фронту, односно да би у првом реду задржао продирање десне турске колоне ка Ваљеву, Карађорђе је наредио да се одвоји дио снага из опсаде Београда, са тим да се - под командом Јанка Катића - хитно пребаце у рејон Ваљева. Ту је требало да дође и Вујица Вулићевић с коњаницима из рејона Смедерева. И њему је наређено да журно стигне код Ваљева. Правилно је што је Карађорђе придао велики значај стабилизовању одбране на западном фронту, који је моментално постао тежиште одбране.
Мајор Волгемут је из Костајнице послао 2. марта 1806. године извјештај о продору српских устаника преко Дрине и рјешености Турака да се одупру овом нападу ако треба и присилним укључивањем хришћана у своју војску. Тако је турска војска са присилно мобилисаним хришћанима, подијељена у три дијела, кренула ка Дрини. Овде је ријеч вјероватно о устанку раје у сарајевском кадилуку.
Сераскер турске војске на српском војишту Ибрахим-паша упутио је бујрулдију 25. марта/6. априла 1806. године босанским старјешинама у којој је захтијевао да сви Босанци способни за рат буду спремни да крену у офанзиву ка Шапцу чим им он нареди покрет.
За босанског валију именован је 28. марта/9. априла 1806. године султановим ферманом Хусрев Мехмед-паша. Мехмед-паша је пошао из Солуна око 22. априла/4. маја за Нови Пазар гдје је извршио смотру војске која се тамо налазила. Ту је позвао из Сарајева и Травника више хоџа и ага са којима се састао око 10/22. маја 1806. године. У разговору је закључено да у складу са наредбом умрлог раније босанског валије Сулејман-паша са својим војницима крене у наступање из правца Ужица, а нови босански валија да нападне у правцу преко Шапца. О овом плану валија је 19. јуна/1. јула 1806. године обавијестио бујрулдијом босанске старјешина у Сарајеву захтијевајући од њих да чим приме бујрулдију да се са свим војницима окупе на Гласиначком пољу. Сулејман-паша је са нешто војске кренуо 18/30. јуна из Новог Пазара на Гласиначко поље, а валија је за њим кренуо 20. јуна/2. јула. План је био да одатле крену заједно за Зворник, а одатле би валија продужио на сјевер, а Сулејман-паша ка Ужицу.
У међувремену, да би појачали браниоце Шапца, 400 босанских Турака на коњима - ноћу 28/29. марта тј. 9/10. априла - прешло је Дрину у близини њеног ушћа у Саву. У покрету к Шапцу, ти коњаници су се сударили са Србима. Око 250 од њих се смјело пробило и ушло у Шабац, а остали су 30. марта изгинули у борби.
Ноћу 4/5. априла тј. 16/17. априла је један турски одред (око 1500 људи) прешао Дрину код Љешнице и продужио наступање ка Шапцу. Тај одред је код Новог Села наишао на устанике, који су га са свих страна напали. У тој борби је тода дана погинуло 80 устаника и 500 до 600 Турака. Остатак одреда се спасио бјекством на лијеву обалу Дрине, гдје је затекао прикупљену колону (око 2000 Турака), спремне за прелазак Дрине код Љешнице. До преласка Дрине тада није дошло због пораза турског одреда код Новог Села.
У почетку априла (по старом календару) је други турски одред (око 5800) људи предузео наступање од Сокола ка Свилеуви и даље у правцу Ваљева. Тај одред је, 3./15. априла, заноћуо у Чучугама (код Уба). Њега су, ноћу 3/4. априла тј. 15/16. априла, енергично напали Јаков Ненадовић и Лука Лазаревић са око 2000 устаника. Турци су изнненађени ноћним нападом, у коме су страховито потучени и до Сокола гоњени у стопу. У том боју је преко 2000 Турака потучено.
Пред Васкрс 1806. године Јанко Катић, са Вујицом и Милисавом Чамџијом, био је бој са Турцима који су поробили село Совљак. У боју се нарочито истакао Милисав Чамџија.
Пред Ђурђевдан 1806 упао је Кулин капетан у јадранско село Добрић, побио у њему 74 људи, опљачкао га и повео у робље око 300 глава, понајвише женских особа. Кулин капетан се са њима задржао у турском логору у Мачви. Ово робље је нешто касније откупио кнез Иво од Семберије.
Турска офанзива из 1806. године, замишљена концентрично са свим страна, свела се свега на два правца, долином Мораве и правцем Шабац-Београд. Пазван-оглу видински није се одазвао. Са те стране прешли су диверзију они Турци који су раније истјерани из Хасан-пашине паланке и градова источне Србије. Њих, највише 4000 људи, са намјером да крену ка Смедереву у циљу привлачења српских снага са југа. У томе нису успијели јер их је Миленко Стојковић 24. јуна/6. јула 1806. године потпуно потукао у долини Поречке ријеке.
За вријеме операција на западном фронту и Гушанац је био активан, само што те акције нису биле координиране с дејством турске босанске војске. Њој је посада Београда, да је била бројно јача, могла да укаже ефикасну помоћ дејством ка Обреновцу и Ваљеву - у дубоку позадину дринског фронта. За енергично наступање у том правцу биле су потребне снаге јаче од оних којима су располагали браниоци Београда.
Када је на Дринском фронту настало затишје, устаници су покушали да се нагоде са Портом, да би ослобођену територију заштитили од турске офанзиве. Због енергичне интервенције Француске, Порта није усвојила аустријско посредовање за нагодбу са Србима.
Пошто су се појавили устаници и хајдуци, а била је могућа и побуна хришћана у Босни, чега су се босански Турци нарочито плашили, главна турска снага у тој покрајини није смјела, у прољеће 1806. године, да пређе Дрину и да се одлучно ангажује у операцијама у Србији. Наиме, негдје почетком (од фебруара до априла) 1806. године појавили су се устаници (ешкија) и хајдуци у сарајевском кадилуку у Бутмиру, Хаџићима, Раковици, Кулешу, Дрозгонетви, Пазарићу, Становићима, Вогошћи, Нахореву и у чифлуку Црној реци. Због тога је за та насеља (џемате) био одређен Поздер Мустафа да са 15 пандура прогања устанике који су узнемиравали рају и пролазнике. Поред тога, у првој половини маја 1806. године Стојан Чупић је са четом устаника прешао преко Дрине у Босну, да пали турска села, одакле се вратио крајем маја. Интересантно је да се у једном аустријском извјештају говори како је по повратку српских одреда од Брчког у тим крајевима мирно. Лондонски Тајмс је једном допису из Земуна од 19. јуна/1. јула 1806. године писао: „Устанак јача у Босни" и да „у неким крајевима долази до крвавих обрачуна хришћана и Турака."  Француска штампа је такође писала о масовном устанку хришћана у љето 1806. године у Босни, а нешто касније је писано о разгоријевању устанка, који се ширио на све већи број округа у Босни.
Тек када је маја мјесеца босански валија преузео команду под снагама у Босни, Турци су почели озбиљније да планирају офанзиву. У то вријеме Турци из Крајине и из Посавине распоредили су се код Саве и на зворничком друму. Бањалучки, травнички и остали Турци налазили су се на десној обали Дрине код Црне Баре. Устанике је највише угрожавао један турски одред код Бадовинаца који су устаници, по повратку Стојана Чупића из Босне, напали 27. маја/8. јуна 1806. године. После жестоке борбе Турци су поражени и, по свему судећи, протјерани преко Дрине. Ипак су успијели да током повлачења запале село Бродац.
Тешко је рећи зашто је босански валија о ратном плану обавијестио босанске старјешине тек 19. јуна/1. јула 1806. године, као и зашто су Сулејман-паша и он кренули на концентрацијску просторију (Гласиначко поље) тек 18/30. јуна, односно 20. јуна/ 2. јула. Није јасно шта их је задржало у Новом Пазару све до краја јуна, тј. почетка јула.
Са друге стране није спорно да морал у турској војсци која се окупљала за поход на Србију није био највиши. Тако је Хусрев Мехмед-паша својом бујрулдијом од 20. јуна/2. јула 1806. година смијенио Шејх Али-агу, команданта трупа у Ужицу због тога што се „није лијепо владао са својим војницима" и на његово мјесто поставио сарајевског мутеселима Хаџи Ахмед-бега Палоша. Управо у то вријеме дошло је до прилично масовног дезертирања војника из посаде у Ужицу, због чега је валија од сарајевских првака бујрулдијом од 2/14. јула 1806. године затражио да сви дезертери буду строго кажњени.
Да би олакшала тешку ситуацију посаде Шапца, једна турска колона (око 3000 људи) је прешла Дрину 13/25. јуна 1806. године. У наступању ка Шапцу, та колона је наишла на жилаву одбрану око 400 устаника, под командом Луке Лазаревића. Малобројни браниоци су с великим залагањем водили тродневну борбу (13/25. јуна, 14/26. јуна и 15/27. јуна) с Турцима. Устаници су у борби утрошили скоро сву храну, олово и барут. Карађорђе је са око 2000 бораца, усиљеним маршем, 16. јуна стигао на бојиште и одмах ступио у борбу. Након дводневне борбе (16/28. јуна и 17/29. јуна) Турци су разбијени. У петодневним огорченим борбама погинуло је око 250 устаника и 500 Турака.
Карађорђе је добио извјештај да су јаке турске снаге у покрету од Софије ка Нишу па је на ту вијест са 5000 бораца пошао са западног на јужни фронт и снаге на Великој Морави појачао на 19.000 људи. Пошто је посавршавао важније послове на југу, Карађорђе је отишао пут Београда.
Једна турска колона (око 2000 до 3000 људи), под командом Хаџи-бега сребреничког, избила је 5/17. јула на Рожањ. Намјера њеног команданта је била да дејствује долином Колубаре, с тежњом да се у рејону Обреновца сједини с трупама босанске војске, које су наступале десном обалом Саве. Та колона је, 20. јула/1. августа, разбијена на Братачићу. Турци су се, ноћу 20/21. јула, тј. 1/2. августа, повукли ка Ражњу. Устаници су их гонили и том приликом заплијенили доста оружја и коња.
Лијева турска колона имала је више успијеха, њој се Мачва предала без веће борбе. Сулејман-паша Скопљак је, 5/17. јула, са око 5000 људи стигао у Шабац. Осим снага у рејону Шапца, Турци су на западном фронту имали: око 6000 људи код Зворника (доцније код Лознице) и око 7000 људи у рејону Сокола. Тих 7000 бораца је било намијењено за дејства у правцу Ваљева.
Сулејман-пашине трупе су према народу у Западној Србији биле страховито свирепе: попалиле су и опустошиле много села, а становнике су убијали без обзира на пол и старост. Ипак је успјело да се око 8000 становника (дјеце, жена и стараца) спаси бјекством у Срем. Устаничка бура, у виду снажног противнапада, била је на помолу. Код устаничког вођства није било колебања у предузимању енергичних противмјера.
Средња турска колона (око 6000 људи) прешла је Дрину и задржала се код Лознице. Ова колона и она код Шапца биле су под командом Сулејман-паше Скопљака. Његова намјера била је да се средња и лијева колона сједине код Шапца, па када главне турске снаге из рејона Ниша пређу у офанзиву долином Мораве, са тих 11.000 људи наступа у правцу Обреновца, са тежњом да се устаничке снаге са запада набаце на Београд и ту их с наслоном на Дунав и Саву с посадом Београда униште.
Чим је извјештен о турским звјерствима у Мачви, Карађорђе је са око 6000 бораца пошао из рејона Београда на западни фронт. Покрет је вршен у двије колоне: десна у правцу Шапца, а лијева ка Ваљеву. Вождов циљ је био да енергично нападне и потуче босанске Турке.
Ојачане јединице Јакова Ненадовића и Луке Лазаревића потукле су, 20. јула/1. августа, у Крњићу и Месарићу Сулејман-пашине снаге и одбациле их ка Шапцу. И турске трупе у наступању ка Ваљеву су нападнуте. Ојачане устаничке јединице су, 28. јула/9. августа, потукле десну турску колону и одбациле је преко Дрине. Турска босанска војска попалила је око 120 села у западној Србији, а отјерала је у Босну 7000 лица оба пола и 8000 комада стоке.
Турци су у недељу 29. јула/10. августа 1806. године послали своју коњицу у насилно извиђање српских положаја. Карађорђе је против њих послао само коњицу под командом Цинцар Марка и Лазара Мутапа. До судара је дошло на ријеци Думачи и премда српски извори говоре о само 20 погинулих Турака, изгледа да је овај пораз оставио снажан утисак на Турке. Турски команданти Сулејман и Синан-паша су оабијестили босанског валију да је ријеч о великој бици и затражили су хитно помоћ, на шта им је валија послао 2000 људи под командом свог ћехаје Ибрахим паше. Због тога је валија издао две бујрулдије 30. јула/11. августа, у којима је захтјевао општу мобилизацију муслимана у Босни. На валијин захтјев сличну бујрулдију је упутио босански кајмакам Бешир-бег 12/24. јуна 1806. године. На основу ове бујрулдије од 12/22. јуна ејалетски прваци су скупили највећи могући број војника у Зворнику. Управо у то вријеме стигло је валијиној војсци из Истанбула десет товара шатора и черги. Међутим, главнина турске војске је у међувремену претрпила страховити пораз на Мишару, па пошто је још једном изрвшио смотру ове војске, валија је 8/20. августа кренуо из Зворника за Травник. Тиме су офанзивне операције за једно дуже вријеме напуштене, бар на фронту на Дрини.
Повољна ситуација на источном и јужном фронту, као и недовољна активност посаде Београда, омогућиле су Карађорђу да брзим упућивањем појачања не само поправи ситуацију на западном фронту, већ и да тај фронт јаче активира и покрене га у одлучне акције. Код Београда су повремено остављане минималне снаге да посаду града држе у шаху. Такав поступак је био правилан јер је било битно да се потуче најопаснија противничка група. У конкретној ситуацији то је била турска босанска војска. Да је посада Београда била бројно јача, могла је ефикасније да изврши своју улогу, како у рејону овог града, тако и у смислу њеног енергичног дејства у дубљу позадину устаничких снага на дринском фронту.
Неуспјеси турских колона у борбама 20. и 28. јула, тј. 1. и 9. августа, омогућили су Карађорђу да прикупи снаге за предстојећи судар у боју на Мишару, гдје су Турци 1/13. августа поражени. Узета у цјелини, та побједа је била импресиван турски пораз. Она је засјенила све тактичке успјехе, постигнуте на западном фронту 1806. године. Обим турског пораза на Мишару је превазишао очекивање. Карађорђе је разборито планирао бој и вјешто руководио дејством трупа у судару са надмоћнијим противником. Потучени Турци су, после боја, гоњени у стопу и мало их је у Босну умакло. Устаници су на дринском фронту изборили одлучну побједу.
Турски источни „корпус" је у августу 1806. године имао око 10.000 људи. Он је, 23. августа, са двије колоне напао јединице Миленка Стојковића, које су се под јачим притиском повукле. Карађорђе им је хитно упутио појачање (око 6000 људи). На тимочком фронту су, 31. августа/12. септембра, оживјеле нове борбе. Тога дана су потучене обје Сачи-пашине колоне. Обострани губици били су знатни. Устаници су у тој побједоносној борби заплијенили четири топа.
Пошто је турска босанска војска потучена на Мишару, Карађорђе је отишао да руководи операцијама на јужном фронту. Тамо су устаничке трупе (око 27.000 људи) једва одолијевале нападима јаких турских снага (око 40.000 бораца) код Делиграда. Упркос силним напорима, Турци нису успијели да у бици код Делиграда савладају устанички отпод 22. августа/ 3. септембра 1806. године. Због пораза босанске војске на Мишару, неуспјелог напада главних турских снага код Делиграда и пада Прокурља 23. августа/4. септембра 1806. године, као и усљед вјешто изведене диверзије Станоја Главаша, главне турске снаге су се према наређењу Ибрахим-паше повукле у правцу Ниша, јер су им лијеви бок и позадина били угрожени. Турски губици су износили око 2000, а устанички око 1500 људи.
Док се ово одигравало на јужном фронту, око 18.000 босанских Турака оклијевало је на Дрини, очекујући исход операција у долини Велике Мораве. Другим ријечима, стајали су у мјесту и пасивно чекали резултат битке, дајући могућност противнику да изврши маневар и потуче главне турске снаге на јужном фронту. Можда су Срби били у праву што су сматрали, како износи један аустријски извјештај од 19. септембра 1806. године, да немају чега да се боје са босанске стране јер је босански везир, захваљујући утицају тројице владика које је окупио око себе, наклоњен Србима.
И тако док је Порта 2/14. августа 1806. године објавила страним представницима Истанбулу да су Срби покорени, главни командант турске војске, сераскер Ибрахим-паша, по одобрењу исте те Порте склопио је око 2/14. септембра 1806. године примирје са Карађорђем на шест недеља. По потреби могло се примирје продужити на још двије недеље. Од дана потписивања примирја непријатељства су имала престати на свим фронтовима. Требало је да устаници прекину опсаду Ниша и повуку се из Кључа, а Турци напусте Ћипровац и Првалу.
Босанска војска је, после пораза на Мишару, била растурена у биједне остатке, почевши од Шапца па све до Сарајева, Травника па чак до Бања Луке. Ова војска је била више способна да угрози унутрашњи мир у пашалуку него да озбиљније супротстави српској војсци. Путеви у Босни су били закрчени бјегунцима и рањеницима. Бјежећи у малим групицама јањичари су успут пљачкали и чинили разна разбојништва. Није било безбједно ни око самог Травника. У Сарајеву је завладало безвлашће. За пораз војници су кривили Порту, свог везира Мехмед-пашу, сераскера Ибрахим-пашу, Аустрију и Француску. За везира су причали да планира предају Босне Французима. Порти и сераскеру су пребацивали да су намјерно изложили погибији Босанце, остављајући их саме да се боре против Срба. Код хришћана је завладала велика радост.
Валија Мехмед-паша је и даље остао на Дрини настојећи да поново успостави удрмани фронт. У помоћ му је стигао и кајмекам Бешир-бег са нешто војске мобилисане у унутрашњости. На Дрину је дошао и мостарски капетан Дадић на челу својих трупа.
Скопљак-паша, са својом разбијеном војском, налазио се још увијек под Шапцем. Око Шапца и у Мачви, на путевима, налазиле су се устаничке засједе, спремне да спријече Турцима било какво коришћење информација. Вјероватно необавијештен о примирју (а можда се није ни обазирао на њега), Сулејман-паша је у два наврата нападао током септембра мјесеца устанике који су цернирали Шабац. Оба пута је одбијен са великим губицима. Након тога су у Шапцу остали Сулејман-паша, Хасан-паша из Сребрнице, Ђали-паша и Али-ага Видајић (као командант шабачке тврђаве) са око 500 до 600 војника, док су остали Турци покушали да се пробију. Стојан Чупић их је са једним својим одредом дочекао у Мачви и просто „збрисао". Турски гарнизон у Шапцу се одржао само захваљујући томе што им је храна дотурана са аустријске стране.
После пораза турских босанских снага на Мишару, у Босни су оживјеле хајдучке акције, нарочито на Козари. Турци су вјеровали да их Карађорђе шаље како би побунио Босну. Интересанстно је да је у босанској турској војсци било и Срба и да су се неки истакли у борбама, због чега су их турске власти ослободиле харача.
Због тешког положаја турске посаде у Шапцу, босански балија је бујрулдијом од 14/26. новембра 1806. године затражио од босанско-сарајевског кадије и других сарајевских великодостојника да за његовог кајмакама Бешир-бега која је упутио у Шабац са 200 војника, мобилишу још један број војника које би упутили у Шабац.
Неких двадесетак дана касније валија је бујрулдијом од 30. новембра/12. децембра 1806. године дозволио сарајевском јањичарском забиту, наттурнађији, да у складу са шеријатским иламом с народном молбом, може да врати из Вишеграда у Сарајево војнике који су још прије скоро годину дана отишли у Вишеград да из њега истјерају српске устанике.

### Борбе 1807. године
Почетком 1807. године Карађорђе је донио одлуку да устанак пренесе у Босну као и у Стару Србију и Херцеговину, а да узгред опсједне и Ужице, па је у складу са тим 2/14. априла 1807. године писмено наредио Јакову Ненадовићу, Луки Лазаревићу, Стојану Чупићу и осталим њиховим војводама да чим приме његово писмо мобилишу сву војску из ваљевске и шабачке нахије па да се упуте преко Митровице на Дрину, коју би прешли са задатком да у Босни дигну устанак. Истовремено, Карађорђе је планирао да преко Ужица крене на Вишеград, да и у том крају изазове устанак. Успут би у Ужицу оставио око 500 људи. Међутим, још прије него што је послао споменуто писмо, он је донекле измјенио наређење тако што је наредио да главнина војске остане са српске стране Дрине, а да само Стојан Чупић са мањим дијелом пређе Дрину, са задатком да попали Јању и Бијељину, и да дигне устанак у том дијелу Босне. Истовремено је наредио Јакову Ненадовичу да са неколико пратилаца дође к њему (Карађорђу) да се договоре о детаљима будућих ратних операција. Ипак, Карађорђе ни поред почетних успијеха, није успио да дигне устанак у Босни. Однос који је имао са Русима и упад Мула-паше видинског у Неготинску Крајину присилили су га да и он се упути тамо. Насупрот томе, Ненадовићеве и поп Лукине снаге су упале у Босну и постигле значајне успјехе. Интересантно је да се у старијој војно-историјској литератури о овој српског офанзиви говори као о потпуно неуспјелој операцији.

### Доња Дрина у прољеће 1807. године
Због врло тешког економског стања у Босни јануара 1807. године послали су Турци Бошњаци молбу, заједно са личним валијиним писмом, на Порту у којој су замолили да им се, због глади и неколико узастопних неродних година, пошаље помоћ у новцу, ратној опреми и захири. Излазећи у сусрет Бошњацима, султан је упутио ферман у коме је наведено да се неће у Босни покупити 25.000 оваца и коза, као што је раније наређено, а да и се ублажио недостатак меса у Истанбулу. У исто вријеме, јануара 1807. године, смјењен је са сарајевског кадилука Есад-ефендија Селаниклија, а на његово мјесто је именован Хафиз Ахмед-ефендија, ранији београдски кадија. Јануара 1807. године стигао је у Босну султанов ферман, написан око 15/27. децембра 1806. године у Истанбулу, у коме се валија обавјештава да је Турска заратила са Русијом и од њега се тражи да, уколико српски устаници нападну Босну, брани границе ове поркајине са војницима са којима је већ ратовао са Србима.
Почетком 1807. године било је све очигледније да пријети опасност од устанка и у Босанском пашалуку. О томе је валија писао у Истанбул, одакле је крајем априла стигао ферман, написан 6/18. марта 1806. године. У ферману султан наређује да од раје покупи оружје јер „... станујућа по кадилуцима, варошицама, испоставама и селима, треба да се брину и раде сијањем, обрађивањем земље и осталим пословима, а ни на какав начин не треба да имају оружје и ратну спрему. Стари је обичај у мојој царевини, да се по гдјекад они претраже и што се нађе у њиховим рукама, од оружја нађе, да се одузме." Даље се говори како се тај обичај изгубио па је раја набавила доста оружја које је искористила у побуни. Због тога је потребно покупити оружје од раје. „Такођер у босанском ејалету, у кадилуцима, касабама, нахијама и селима у рукама станујуће раје или по њиховим црквама или на другим мјестима гдје год се нађе оружје, и остале војне потребе." Одузето оружје је требало продати муслиманима, а добијене паре дати раји од које је оруже узето. Оружје које се не прода треба пописати, сачувати за каснију продају, а тада добијен новац треба дати онима од којих је одређено оружје узето. Исто тако се не смије дозволити да раја убудуће посједује оружје. Ко се од раје одупире претресу, треба да буде кажњен, али се не смије ни дозволити да они буду кажњавани код којих се ништа не нађе. Међутим, од раје која се бави трговином није требало одузимати оружје, јер је њима оно било потребно за личну заштиту на путу.
Године 1807., 15. априла г. Давид је јавио да су Срби прешли Дрину и да су, захваљујући спорости и непотребним формалностима Турака, дошли на растојање три до четири дана марша од Травника. Један татарин из Зворника, тврђаве смјештене на самој обали Дрине, која се сматрала једним од кључева Босне, јавио је да су Срби прешли Дрину на два мјеста и поново се спојили у близини три села босанских хришћана који су одмах и сами узели оружје и придружили им се. Кретали су се у три колоне према Јањи, гдје су изненадили турске предстраже, масакрирали неколико породица и спалили једну градску четврт, а потом се устријемили ка Бијељини. Већ наредног дана их је Али-паша напао свом снагом и после три сата убрзаног марша их све натјерао у Дрину, изузев неких 500 бораца који су се укопали у једној шуми. Босански валија је тврдио да је било прешло не више од 3000 Срба који су се претходно договорили са православним становништвом да нападну Турке са леђа и тако олакшају Србима фронтални напад. Зворнички Али-паша, „премда одбичан босански простак и више упоран него интелигентан војник" (Давид) неочекивано је покренуо војску у току ноћи, изненадивши православна села и Србијанце који то нису очекивали јер Турци никада нису нападали ноћу. Тако је успио да Србе натјера у Дрину, гдје су се скоро сви подавили. Потом је неколико стотина турских коњаника прешло ријеку да би се вратили из Србије са великим стадима опљачканих оваца и говеда. Све хвалећи њихову храброст валима им је ипак пребацивао због те неопрезности која је могла да их кошта великих губитака. Француски конзул у Травнику је указао Мехмед-паши на потребу да његова војса чешће примјењује оно што је учинио Али-паша јер ће тако моћи чешће да изненади непријатеља и помрси му рачуне што би, уз велику храброст турских бораца, могло да се покаже као исправна тактика. Али-паша је сматрао да је овај покушај Срба био само ратна варка, да се испипа терен, расположење становника и мотивација Турака. Знали су Срби и сами да 3000 бораца неће стићи далеко, али су их убацили испред главнине жртвујући их да би боље испланирали озбиљнију инвазију. Конзул је паши рекао да није само у интересу турака да Босну не захвати пламен побуне јер је то исто толико интерес Француске. Срби би, наиме, могли да се врате са подршком Руса и Црногораца, а тада Турци упркос њиховој сили и храбрости не би могли да се одупру толикој сили ако не позову у помоћ своје француске савезнике.
У Босну је 15/27. априла стигао султанов ферман, написан око 28. марта/9. априла 1807. године у царској ордији. У овом ферману султан је наређивао босанском валији да крене у поход на српске устанике. Султан га даље извјештава да је од мешихата изашла фетва да нема никакве разлике између страних поданика и раје која се одметнула и стала убијати муслимане. Због тога се одметнута раја може убијати, заробити и њихова имања заплијенити без обзира што су они султанови поданици. На основу ове фетве крв српских невјервника се могла проливати и сви муслимани који пођу на тај пут без двојбе ће бити газије. На крају, султан је у ферману обавијестио босанског валију да је за сераскера за поход на Србију одредио Румелијског валију Осман пашу, док су нишки мухафиз Хуршид Ахмед-паша и остали миримирани били њему подређени. Босански валија је са свима њима требало писмено да се договори о плану будуће офанзиве. О овом ферману је јавио из Травника и аустријски конфидент Антун Вилић 18/30. априла 1807. године.
Хасан-паша и Сали-бег су средином априла потукли српску војску од 8000 људи, након чега је босанска коњица провалила у Србију починивши страховите злочине. Још једна врло јака српска јединица кренула је ка Новор Пазару, а Срби који су истјерани из Бијељине повукли су се до Зворника и започели безуспјешну опсаду. Али-паша их је натјерао да се повуку у Србију, али се велики број српских бораца удавио у недостатку скела за прелаз.
Априла мјесеца 1807. године затражиле су Сарајлије да отворе девет барјака мртве страже из девет орти. Валија им је, бујрулдијом од 18/30. априла 1807. године, ово допустио, с тиме да три бајрака оду у Вишеград, а шест бајрака у Нову Варош. Њихов задатак је био да спријече да се прекине Цариградски друм. У сваком бајраку аге су морале да буду богате, војници здрави, добро наоружани и да буду пјешаци. Поред тога требало је да се у сваком бајраку упише што је могуће више нафера. Ових девет бајрака је кренуло из Сарајева око 27. априла/9. маја 1807. године. Августа 1807. године отпремљен је Али-ага Шарић из Стоца са 60 војника да чува Вишеград и вишеградску ћуприју.
Румелијски паша је крајем априла обавијестио босанског пашу у Зворнику да су „ђаури" из његове провинције устали на оружје, да би се ујединили са Србима који су напредовали ка Нишу и да те хришћане никако не треба потцјењивати ако се има у виду колико су дуго успијели да се одупиру Пазван Оглу који никада није успио да их покори. Да је једна колона Срба ишла ка Видину, да се ту негдје састане са Русима како би им олакшали прелаз преко Дунава. Истовремено је командант артиљеријског батаљона Шароа стигао у Травник преко Славоније, гдје је већ затекао буну против аустријских власти.
Напријед већ споменутих 500 Срба, који су се укопали у једној шуми на босанској обали Дрине, добили су појачање од 300 људи. Турци су их, у другој половини априла, напали и отјерали са тих положаја, натјеравши их у ријеку гдје се већина подавила док је једна половина остала мртва на обали чије су уши послали валији у Травник. Након побједе, Турци су као и обично прешли Дрину и улогорили се на десној обали ради пљачке.
До краја априла Бошњаци су већ развили заставе и започели са прикупљањем људи по селима. Капетани из Градачца, Дервенте, Добоја и Тешња су упућени ка Дрини да зауставе напредовање српских снага које су прешле Дрину код Бијељине. Сва околина Бијељине већ је била под контролом српских снага, док су поједини српски одреди наступали ка Тузли, а опсједнут је и Зворник. Градачки капетан, који је командовао напријед споменутим тутским снагама, располагао је са 2000 војника, док су преостала три капетана имала по хиљаду људи. Премда су ови капетани били убијеђени да ће им и Францизи ускоро помоћи у борбама на Дрини, писали су босанском паши поруку да они сами не могу да потисну српске снаге и зато су молили да им остали босански капетани смјеста упуте помоћ. Након овог њиховог захтјева упућени су курири осталим босанским капетанима да смјеста пожуре са својим снагама у Травник, у коме је започета убрзана израда муниције док су четири француска артиљерска официра помагала Турцима да четири топовске цијеви поставе на лафете. На припреми и транспорту барута у Травнику било је присилно ангажовано 80 католика.
Истовремено су Турци Бошњаци, плашећи се устанка хришћанске раје, појачали притисак на њих. Тако су у Зворнику за вријеме службе напали на улици православне хришћане са владиком на челу и масакрирали их, а том приликом су страдали и неки католици који су се ту затекли.
По извјештају мајора Рукавине команди Личке регименте из Срба од 9. маја Турци су наставили са мобилисањем снага за напад на српске устанике. Такође је и он извештавао да Французи помажу босанским Турцима. Опат Влатковић је 10. маја 1807. године из Свилаја обавестио саветника Ратолиског да босански везир припрема поход на српске устанике једном комбинованом турско-француском армијом.
С турске границе француске новине „Journal de l' Empire" су добиле вијест од 29. априла/11. маја 1807. године да су Турци на јуриш заузели Ужице које је било у рукама Срба. Српски гарнизон од 600 људи се повукао у унутражњост Србије. Нешто касније, француске новине „Gazette de France" су добиле вијест из Беча од 5/17. маја 1807. године да су сви дотадашњи покушаји устаника у Босни били узалудни. „Journal de l' Empire" је из Земуна добио извјештај од 20. маја/1. јуна 1807 године у коме су били дати детаљи о поновном српском заузимању Ужица. Том приликом се после краћег отпора посада Ужица предала под условом да може несметано да се повуче у Босну. Након предаје Турци из Ужица су отишли у Сребреницу, гдје су се настанили.
Босански валија је 2/14. маја 1807. године сазнао за убрзано повлачење Руса из Влашке и Молдавије, али је већ неколико дана касније. 6/18. маја, преко ћехаје сазнао да су Срби поново прешли Дрину, на неколико мјеста, истовремено стигавши до Бијељине. Причало се да су боље наоружани и обучени него у вријеме њиховог првог упада у Босну, као и да су то само претходнице прилично велике војске која је још у Србији. Са друге стране, у турској војсци је под командом великог везира дошло до веома озбиљне побуне која се проширила на све стране, тако да је у Босни као уосталом и у остатку Османског царства завладала велика анархија. Премда је скоро остао без војника, валија је похитао у Зворник и тамо сазнао да су се јањичари побунили против Али-паше, одбијајући да напусте тврђаву и крену на Србе који су очигледно спремали опсаду Зворника. Валија је одсјекао главу јањичарског аги, а остале присилио да крену. У међувремену, Срби су у једној шуми на лијевој обали Дрине већ били опколили 400 Турака. Валија је под окриљем ноћи стигао на брдо крај шуме; између дрвећа и жбуња је побо коље на које је ставио турбане, а између њих распоредио оно мало војника које је довео. У саму зору је припуцао са леђа Србима, који су се сада нашли и сами опкољени,, толико уплашени при погледу на толике турбане да су се разбјежали остављајући тих 400 војника да се прикључе валији. Док се босански валија тукао са Србима северно од Зворника, велика група устаника прешла је Дрину у области Власенице и упутила се ка Зворнику који се нашао између двије ватре. Уколико би се Срби заузели као један од кључева Босне, не би више били сигурни ни Сарајево ни Травник. Француски конзул је сматрао да ова храброст па и дрскост Срба, посебно после повлачења Руса, може бити резултат само аустријске помоћи. Босански валија је коначно успио, до краја маја (по новом календару), да са једва шачицом људи одбаци Србе сјеверно од Зворника и да их натјера да се врате на десну обалу Дрине. Валија је том приликом и сам био рањен, а скоро се и удавио у покушају да гони непријатеља преко ријеке, те је једва извукао живу главу, али је ипак поштедио 200 заробљеника. Затим се устремио на другу српску јединицу која му је измакла прешавши Дрину код Зворника. У међувремену позвао је у помоћ и дио својих војника који су се под командом његовог ћехаје и сераскера Ибрахим-паше налазили у Сјеници. Шест стотина артиљераца упућених у Истанбул стигло је 9. јуна у Травник.
Нешто касније, вјероватно почетком јуна (по новом календару), босански валија је погубио 11 побуњених јаничара, да би застрашио остатак јаничара који су након тога у великом броју почели да се браћају под бајраке. Валија је затим прешао Дрину са двије своје јединице - 4000 војника под командом зворничког Али-паше прешло је ријеку код самог Зворника, док је Исмаил-паша са 12000 људи прешао ријеку негдје код Бијељине. Наиме, Срби су имали, близу Бијељине, јако утврђен логор на десној обали Дрине. Поред тога, са лијеве - босанске стране су завршавали други логор. Оба логора су била повезана батеријама постављеним на једном ријечном острву између њих и били су брањени са 8000 српских војника. Ова утврђења су Турци заузели у кратком и жестоком нападу, који је лично предводио босански валија 8. јуна 1807. године. По тврђењу француског конзула Давида српски губици су били велики. Тијела изгинулих Срба прекрила су Дрину. Остаци српских снага су одступили ка неким шумама у околини Шапца. Турци су заплијенили велику количину топова, логорске спреме и хране, а било је доста и заробљених Срба.
О овим борбама је писала и француска штампа, која је из Травника добила вијест од 26. маја/7. јуна 1807. године да је турска восјка од 12000 пјешака под Исмаил-пашом и 4000 коњаника под Али-пашом прешла Дрину и напала утврђене српске снаге. У борби је, по тој вијести, заробљено око 8000 српских војника, уз мноштво топова и друге ратне опреме. Ова битка добијена је без помоћи француских артиљерараца, које је упутио, заједно са топовима, генерал Мармон на турску молбу.
О борбама на Дрини, од средине маја па до средине јуна, нешто више говори један извјештај Јакова Ненадовића, објављен у Београду почетком јула 1807. године. Оно што се може разумјети из извјештаја Јакова Ненадовића, то је да су Срби продрли у Босну, али су били присиљени да се повуку преко Дрине у Србију после претрпљена неколико узастопна неуспијеха од 12/24. маја до 24. маја/5. јуна. Турске трупе под командом Хасан-паше су биле вођене од француских официра. Такође, поред турске артиљерије у борбама су била ангажована 72 француска артиљерца, са 12 топова и који су нанијели доста штете Србима. Срби су добили значајна појачања па су 6. и 7. јуна поново напали Турке код Црне Баре и Горјака. Бојеви су били краткотрајни и жестоки, али са нејасним резултатима. Коначно, пошто су примили додатна појачања, Срби су 2/14. јуна 1807. године предузели жесток напад у коме су однијели значајну побједу. Ове борбе су значајне јер су у њима са турске стране учествовали и француски артиљерци. Наиме, Наполеон је 1807. године склопио савез са Турском у оквиру кога је из Далмације упућен један број војника и ратне опреме у Босну као помоћ Турцима у борби против српских устаника. Током борби у источној Босни, јуна 1807. године, Срби су два пута одбили турски напад, при чему је погинуло 200 Турака, а седам француских артиљераца заробљено. Заробљена су и четири турска и два француска топа. Интересантно је да су један од два заробљена француска топа Французи већ раније негдје на ратиштима Европе заробили. Био је то топ од 6 фунти Мод. 1766, произведен у некадашњој Пољској краљевини. Управо је овај топ преливен 1864. године да би се од њега излиле медаље поводом педесете годишњице Другог српског устанка.
И тако се од почетка маја цијела Босна дигла на ноге јер су се Турци коначно пробудили и схватили опасност. Док је босански валија ратовао на Дрини, друга турска војска је кренула са Ибрахим-пашом на челу ка Сјеници, док је трећа под командом Сулејмана-паше кренула у Херцеговину. Због турских побједа над Србима и Црногорцима чинило се да се опасност полако удаљава од Босне, тим прије што руске снаге у Влашкој нису биле баш вољне да се сукобе са Французима. Што је још значајније, Французи и Турци су до ногу потукли Црногорце и Русе који су озбиљно угрожавали Херцеговину и Дубровник. Међутим, неки турски команданти, па чак и јањичари, посебно они из Сарајева, нису баш хитали да се одазову позиву босанског валије који их је сурово казнио за непослушност. Отприлике у исто вријеме један српски свештеник је ухваћен чак у Тузли гдје је покушавао да побуни рају, због чега је платио главом.
Као одјек успијеха Карађорђеве војске, којом је био освојен и попаљен Вишеград и вођене борбе за Сребреницу, покрет раје у Босни био је у пуном јеку и устанак је био, под француским обавијештењима у прољеће 1807. године на видику. Чак су четири списка емисара, са прокламацијом Карађорђевом, била ухваћена у Грачаници и Маглају и код њих су пронађене адресе јатака. Карађорђеве посланике је иначе издао један босански Србин који је и помогао у њиховом хватању. Нажалост, из разноразних разлога, до великог устанка неће доћи.
Док су Срби и током љета још увијек били под оружјем, босанским Турцима су јула 1807. године уз велику помпу стигла два фермана из Истанбула. Истовремено је оно мало турских снага што се још затекло на граници између Босне и Србије напуштало положаје и враћало се кућама. Наводно, они су то увијек чинили крајем августа, што је уосталом било и сасвим разумно јер су војници до тада већ истрошили и залихе хране и муниције и изморили коње.
Током љета је на босанско-српској граници владало затишје. И док су Турци током љета напуштали јединице крајем септембра и првих дана октобра, турске снаге у Босни према Србији су трајно јачане концентрацијом трупа из Високог, Врандука, Сокоца, Грачанице и Градачца. Хасан-паша је, по француским подацима, 8. септембра 1807. године имао око 25000 људи под својом командом. У шест сати изјутра ове турске снаге прешле су Дрину и кренуле ка граду Соколу. Премда француски извјештачи говоре да се овај прелаз Дрине догодио јужно, негдје чак у околини Сјенице, с обзиром да су Турци предвече истог дана стигли до града Сокола, тај прелаз извршен је знатно сјеверније, вјероватно негдје око Братунца. Можда је и ријеч о некадашњем муслиманском селу Бачевац, које се налазило у атару данашњег села Стрмова. Кроз Стрмово протиче ријека Бачевка. Турске снаге су у почетку брзо напредовале јер су се Срби плански повукли, тако да су Турци већ предвече, као што смо навели, продрли у Соко. Током 11, 12, 13. и 14. септембра Срби су вршили мање контранападе, а онда су 15. септембра извршили одлучујући напад у коме су разбили Турке и приморали их да се још истог дана повуку преко Дрине, претрпјевши у овим борбама тешке губитке. Већ 16. септембра Срби су прешли Дрину и кренули у наступање у дубину Босне. Премда су Французи извјештавали да су Срби ток 18. септембра 1807. године стигли до Вареша, такво напредовање од 70 до 80 км за два дана потпуно је невјероватно. Ако је било борби око Вареша, то су могли бити само локални устаници. У Босни су почели да страхују да је циљ устаника продор ка Далмацији, чиме би практично одсјекли Босну од остатка Османског царства. Упад Срба у Босну је изазвао право запрепашћење међу муслиманским становништвом овог ејалета. Босански валија је издао бујрулдију у којој је позвао све муслимане да узму оружје у руке и крену на Србе. Сам валија је кренуо из Травника 8/20. октобра на челу војске од 3000 војника. И турски извори говоре о томе да су Срби септембра 1807. године прешли Дрину и угрозили Сребреницу, Рачу и околину и да је нарочито Хасан-паша у Сребреници у великој опасности. На то је Јахја-бег, валијин заступник, наредио да се сви јањичари који су се ради одмора вратили кући смјеста врате на положаје. Одмах затим је бујрулдијом од око 20. септембра/2. октобра наредио Мустафа-аги и Абдулах-аги Халилбашићима да крену у помоћ посади Сребренице.
Чинило се да Босни поново пријети опасност од Срба који су наводно дуж обале Дрине сконцентрисали преко 20000 бораца. Наиме, Срби су завршили пољске радове и покупили летину па су били и слободни и спремни да крену на Бошњаке да би опљачкали и њихове амбаре. Турци су их, међутим, претекли искористивши један српски празник и под вођством Исмаил-паше и Сали-бега прешли Дрину на поприлично незгодном мјесту гдје их Срби нису очекивали. Тако су их изненадили, неке у сну, а друге пијане, па су се вратили у Босну са једном заплијењеном заставом и више одсјечених глава. Валија је обавијештен да је заплијењено 700 пушака и небројено много пиштоља са сребрним украсима, што би могло да значи да су Турци изненадили једну елитну српску јединицу. До Босне су стигле и гласине да су се Срби у Славонији и Банату побунили против двора у Бечу, прешли Саву и Дунав и придружили се код Београда и Шапца српским устаницима са османске територије.
Срби су у другој половини октобра прешли Дрину, спалили једно село, одрубили неколико глава, отели неколико жена и вратили се на своју страну ријеке. Причало се да их има 12000 па је цијела Босна већ дрхтала од страха, а богате Сарајлије склањале своја блага. Велики везир је био заокупљен другим пословима око Рушчука и тако није имао времена да се бави још и Србима који су то очигледно схватили и у великом броју кренули на Босну.
Српске јединице, по француским процјенама, јачине од 27 до 28 хиљада људи, под командом Милоја Петровића, дејствовале су 3/15. октобра против турских снага у близини тврђаве Соко. Срви су изашли као побједници, присиливши Турке да одступе преко Дрине код Бачевице. Српске трупе су прешле Дрину код Бачевца ноћу 16/71. октобра да би наставиле са наступањем 18. октобра, пошто су упутиле јак деташман према Вишеграду. Истог дана прешао је Јаков Ненадовић Дрину близу Лознице и у силовитом јуришу „на бајонет" растјерао турско обезбјеђење које је бранило прелаз. Ненадовић је стигао под Сребреницу 8/20. октобра, практично без икаквог отпора. Он је са дијелом својих снага (3 до 4 хиљаде људи) 9/21. октобра опколио Зворник, а 11/23. октобра је са 1000 људи опколио Сребреницу. Српски команданти су се састали близу Крушке. Изгледало је као да Срби желе да наступају ка пријестоници Босне и да у међувремену заузму три тврђаве - Вишеград, Зворник и Сребреницу. Зато су Шабац и Ужице напустиле батерије опсадних топова. Војни посматрачи су сматрали да постоји велика опасност да ове тврђаве заиста и падну. Током борби 4/15. до 11/23. октобра Срби су заплијенили велику количину сребра као и велики број рогате стоке. Приликом преласка из Босне у Србији је виђено једне одјељење како спроводи око десет хиљада грла рогате стоке.
По једном аустријском извјештају из Земуна од 22. октобра/3. новембра 1807. године, Срби су прешли Дрину и потукли турске снаге. Неколико муслиманских села је спаљеном а много Турака Бошњака је заједно са породицама ухваћено. Такође је заплијењена велика количина хране. Око 1200 хришћанских породица је прешло са српском војском у Србију.
Босански валија је 24. октобра/5. новембра 1807. године издао бујрулдију у којој је наредио припрему напада на Србију. Међутим, Турци Бошњаци нису имали никакву жељу за овако нечим, поготово што су војни магацини били празни. Штавише, због наступајућег Бајрама није било никаквих шанси да неко изврши ово наређење. Пошто никакве помоћи из Истанбула није било већ дуже вријеме, аустријски генерал Фестенберг, из Загреба, претпостављао је да ако валија стварно намјерава да нападне Србију, онда је то једино могао да уради ако би обезбједио помоћ неких 6 до 7 хиљада француских војника из Далмације. Паше и капетани су поново постепено окупили трупе са којима су одмаршевали на Србе. Између 7/19. и 12/24. октобра 1807. године ове трупе су прикључене остацима снага Хасан-паше, раније разбијеним. Мустић-ага из Албаније пристигао је са неких 6000 Арнаута, многи други мањи одреди су такође пристигли. Валија је преузео команду над свим овим трупама и 4. новембра успјешно очистио планину Макшан, као што је раније и планирао. Истог дана Турци су имали кратак и снажан судар са Србима који је завршио без одлуке. Српске снаге, које су до тада биле подијељене на два дијела од којих се један налазио на Дрини, а други на Бучави, спојиле су се 7. новембра код Крушке после кратког окршаја који се завршио после девет часова. У овом сукобу главнина Арнаута Мустић-аге је била највећим дијелом посјечена. На вијест да се Срби налазе на Крушци, дио турског гарнизона у Травнику је одмах кренуо да се придружи остатку турске армије. Осман-ага, командант Сарајева, напустио је овај град са војском од 5000 људи, са којом се 9. новембра придружио валијиној армији код Вареша. Значајно је и да су још почетком новембра Срби и даље угрожавали Сребреницу, Рачу и околна мјеста. По извјештају аустријског генерала Фестенберга од 1/13. новембра 1807. године, босанске трупе које су распоређене према Србији биле су у врло лошем стању. Међу већином војника није постојало расположење да се остане на положајима и због тога је већина отишла кућама. Остале су само аге и бегови. Војска све вријеме ратних операција није примала плату, а и храна је стизала нередовно. Због тога су Турци Бошњаци били задовољни што нико од њих не тражи да иду у напад. Ово је, у ствари, по мишљењу аустријских обавјештајаца био и главни разлог затишја на српско-босанској граници. Иначе, у то вријеме су се у сарајевском кадилуку појавили српски устаници којима је помагало локално становништво. Тако су устаници у селу Сокуле поубијали муслиманско становнишство, у чему су им помагали неки сељаци из села Криве Ријеке, Бергула, Чоланића, Хаџића и Борак. На основу бујрулдије од 6/18. новембра 1807. године напријед споменути сељаци су похватани и затим кажњени у Сарајеву.
У Сарајеву се, крајем октобра и почетком новембра интензивно радило на утврђивању града. Преко 16000 људи је било ангажовано на изради батерија и редута чији је основни задатак био затварање свих прилаза Сарајеву. Грађани Сарајева су формирали три велике војне јединице од по 8 до 10 хиљада људи. Сарајлије су свакодневно вјежбале са оружјем. Такође и остала утврђења у Босни су стављена у приправност и доведена на потпуно употребљив ниво. Али на опште изненађење, Срби су негдје средином новембра стали чекајући нова наређења. По неким извјештајима босански валија је понудио српским старјешинама да им добро плати ако повуку војску из Босне, али су ови одбили понуду.
Совјет је 9/21. новембра писмом упутио наредбу трупама у Босни да се повуку у Србију пошто претходно униште све изграђене батерије и редуте. Премда су Турци прекинули примирје, став Совјета је био да даљи продор српских снага у Босну директно подрива склопљен мир. У складу са овом наредбом Срби су постепено напустили Босну и заузели своје старе положаје у Србији. И иначе, Срби су тврдили да је разлог за њихов упад у Босну кажњавање Бошњака због њихових пљачкашких похода на Србију. Оба српска контингента у Босни заплијенила су огромне количине новца, муниције, коња и рогате стоке. Само у околини Гласинца Срби су, прије ступања на снагу примирја и у Босни, заплијенили око 3000 комада рогате стоке.
Интересантно је да је српским трупама на Бучањи и Дрини, децембра 1807. године, стриктно наређено да не прелазе у Босну. Ако их Турци нападну, требало је само да их одбију, али никако и да их гоне у Босну.
Аустријски капетан Хољевац је 31. октобра/12. новембра 1807. године уптио вишим војним властима једно писмо које су потписале неке српске старјешине и у коме тврде да би се они подигли на оружје и очистили Босну од Турака само ако би их помогао аустријски двор.
Крајем октобра у Травник су стигли један француски пуковник и четири инжињеријска офирица који су били на пропутовању за Истанбул.
Босански валија је 24. октобра/5. новембра 1807. године издао бујрулдију у којој је наредио припрему напада на Србију. Међутим, Турци Бошњаци нису имали никакву жељу за овакво нешто, поготово што су војни магацини били празни. Штавише, због наступајућег Бајрама није било никаквих шанси да неко изврши ово наређење. Пошто никакве помоћи из Истанбула није било већ дуже вријеме, аустријски генерал Фестенберг, из Загреба, претпостављао је да ако валија стварно намјерава да нападне Србију, онда је једино то могао да уради ако би обезбједио помоћ неких 6 до 7 хиљада француских војника из Далмације.
По извјештајима аустријских обавјештацаја од 6/18. и 7/19. новембра 1807. године очекивало се да ће по истеку Рамазана (19. новембра/1. децемвбра 1807. године) на основу валијиног наређења од 24. октобра/5. новембра и заједничког апела свих босанских капетана доћи до разговора о формирању армије од 25000 војника за рат против Србије. Главни проблем је био како обезбједити редовну исхрану ове армије. Са друге стране било је информација и да се ова армија с према за рат са Аустријом.
До краја новембра највећи дио турских војника из босанске армије вратио се кућама, а само је мањи дио остао на граници. По мишљењу аустријских војних посматрача последње операције вођене на Дрини у јесен 1807. године су са обје стране биле обични пљачкарски походи.
Према неким вјестима које је аустријски капетан Кенђел послао из Коренице 7/19. децембра 1807. године загребачкој Генералној команди, Срби су планирали напад на Босну преко Новог Пазара прије свега због његовог значаја. По другим вијестима, послатим из Загреба надвојводи Лудвигу 7/19. децембра 1807. године, босански Турци су се углавном вратили кућама из војске на Дрини „још прије 6 недеља", то јесте почетком новембра и када су Срби око 14/15. децембра поново провалили у равничарски дио Босне, Бошњаци који су се налазили на већој даљини су „само слегли раменима" и сву кривицу бацали на пашу у Травнику.
И по вијестима из Загреба од 14/26. децембтра 1807. године босански Турци су се још увијек спремали да крену у рат против Срба. Иначе, босанске снаге су још увијек биле потпуно неактивне на бојишту.
Крајем децембра 1807. године стигла је вијест у Ливно да су снаге под командом Смаил-аге жестоко нападнуте од стране српских јединица. Срби су се налазили са врло јаким снагама и у непосредној близини Сарајева, а да Турци нису имали снаге да их одбаце.
Врло велику улогу у везама Срба са обје обале Дрине имале су три православне владике у Босни и Херцеговини. Турци су нарочито сумњали на сарајевског владику Венедикта Краљевића који је, ускоро, октобра 1807. године, пребјегао у Аустрију, а с прољећа 1808. године и у Србију. Тадашњи травнички везир је крајем 1808. године тражио да нови сарајевски митрополит Калиник, заједно са зворничким владиком Јоаникијем, борави у Травнику, посебно због загонетног састанка Краљевића са београдским митрополитом Леонтијем и видинским владиком Аксентијем и то не само уз знање већ и по инструкцијама Константина Родофиникина. Везир је захтјевао да и неки знатнији сарајевски трговци православне вјере бораве неко вријеме у Травнику. А управо у то вријеме у Сарајеву и Травнику је борао и Петак Шкуљевић.
По извјештајима из Карловачко-вараждинске команде од 5/17. октобра хришћани из Поуња су се дигли на оружје. Међутим, вијести које су пристигле у Беч од надвојводе Карла до 25. октобра/6. новембра нису потврђивале овај устанак у Поунљу. Касније вијести су потврдиле постојање мањих немира у Поуњу који су се стишали до краја октобра.
Епископ Краљевић је писао 22. октобра/3. новембра 1807. године писмо Јовану Јанчићу са захтјевом да подигне народ у Босни на устанак. Јанчић је изгледа посумњао да је сам Краљевић писао ово писмо па је тражио да га поново лично напише али је ипак изразио сумњу да народ у околини Босанске Градишке може сам, без активније помоћи српских устаника из Србије да дигне устанак, поготово што Срби у Босни немају ни барута ни оружја. Епископ Краљевић је, у пратњи свог секретара и једног ђакона, прешао 28. октобра/9. новембра 1807. године из Земуна у Београд.

### Борбе у Рашкој области и око Вишеграда у 1807. години
У другој половини 1806. године ширила се вијест у Травнику да је српски вожд један дио својих оружаних снага упутио на Нови Пазар, а затим на Приштину, да би се преко Санџака (или Пећи и Руговске клисуре) спојио са Црногорцима, па и Русима, на јадранском приморју. Из тог времена постоји и један занимљив стари српски запис који се односио на Бијело Поље. Он гласи: „То лето градисмо град око Белога Поља, и би велика мука и зулум сиротињи... И чувасмо караул ову годину". Те фортификације кулуком раје грађене су не само због препада устаничких чета него и од хајдучких скупина Васојевића и других брђанских племена у Полимљу и Потарју. У то вријеме и владика Петар I почео да мијења став, тј. очекивао је моменат кад би се Брда дигла против Турака и успоставила непосредну везу са Србијом. О припремама за борбу против Османлија у Херцеговини Петар I писао је Карађорђу.
Турски табор код Сјенице био је спреман да нападне на устаничко подручје, премда се већина босанске војске вратила на зимовање у Босну.
Француски официри из Травника, који су пошли у Цариград, задржали су се у Сјеници да одатле прате прилике у Санџаку и припреме устаника у Србији, те је босански валија послао једног повјереника (првих дана јануара 1807. године) да прати кретање тих официра. У Сјеници крајем зиме постојао је логор османске војске, спремне да крене у помоћ гарнизону у Ужицу, гдје је ускоро Милан Обреновић започео опсаду града. Његове јединице су том приликом, ради обезбјеђења према Рашкој, заузеле положаје према Новој Вароши.
На положајима према устаницима из Србије преко зиме у Новој Вароши остала је само феудална господа, док се бошњачка сиротиња вратила због глади у своје касабе. Пролаз од Пљеваља за Пријепоље је током 1807. године био проходан и њим је прошао француски путописац Анри Пуквиљ. Првих дана марта црногорске и руске команде у Херцеговини планирале су дејства како би се осигурало спајање са српским снагама. Било је предвиђено да се после заузимања Никшића тамо остави гарда од 200 људи, а сви остали борци да се усмјере ка Новом Пазару.
Почетком 1807. године закључило је Босанско земаљско вијеће да се од 220 пандура, колико их је укупно било у Височкој, Фојничкој, Неретљанској и Прозорској нахији половина упути у Вишеград да чува мост, па је у складу са тим и валија упутио те нахије и своју бујрулдију. Међутим, пошто све до средине марта нико од ових пандура није упутио у Вишеград, валија је 11/23. марта 1807. године упутио сарајевском кадији и поткадијама споменутих нахија нову бујрулдију у којој је поновио споменуто наређење о упућивању 110 пандура да чувају вишеградски мост.
Крајем марта 1807. године српски кордон према Новом Пазару у великој мјери је утицао на обуставу редовног поштанског саобраћаја између Босне и Косова, односно Албаније. Пролаз трупа ипак није био угрожен, па је један одред Арнаута којим је командовао Мутиш-ага продро према Босни, а затим на устаничко подручје; 600 људи је, наиме, ноћу прошло кроз узани простор Лима, да би потом један дио овог одреда ријеком Ђетињом стигао до Ужица, а други дио одреда је ојачао посаду Сјенице. Првих дана априла код Карановца извршена је концентрација српског људства за наступ ка Новом Пазару, Приштини и Новој Вароши; ријеч је била о 30000 људи, подијељених у три колоне, које су имале да се упуте према поменутим варошима. Истовремено, Мехмед-паша је са 10000 војника маршовао према теснацима који се налазе око манастира Студенице. Само неколико дана касније једна јака српска колона кренула је ка Новом Пазару са задатком да заузме Нови Пазар, да се дубље у Рашкој области споји са Брђанима. Та колона била је потучена од Кара Фејзе и турских јединица из Бугарске у тјесанцу Вране. По француским подацима 3000 Срба остало је на бојном пољу, а 7-8 хиљада је заробљено и затим погубљено. Брђани и Црногорци спустили су се за спој са Србијанцима, али на другој страни, према Вишеграду, но и они су били одбијени уз незнатне губитке. Са Црногорцима су у три мање колоне пјешачили и Руси који су боравили у Црној Гори, крећући се према Новој Вароши и Старом Влаху. У Травнику се, 16/28. априла, претпостављало да су се Срби после пораза пред Новим Пазаром утаборили у Барановцу и да су тамо примали нова појачања.
После неуспјеха устаника пред Новим Пазаром, Карађорђе је ријешио да сам пође против Ужица, а затим и према Новом Пазару, како би остварио пролаз за Косово и спој са Брђанима и пресјекао Босну од осталог дијела Царства. Током наступног марша требало је сакупити српске борце који су се после пораза код манастира Студенице растурили по сусједним шумама. При поласку на Ужице Карађорђе је поново, 14/26. априла, писао владици Петру I, обавјештавајући га о крвавим борбама према Видину, Нишу и Новом Пазару. Није предвиђао да би Французи могли из Далмације преко Босне продријети у Рашку, како би помогли Турцима у офанзиви на Београд.
Није јасно да ли је истовремено са Карађорђем наступао ка Ужицу, упућен одред војске ка Новој Вароши или је тек нешто након ослобођења Ужица Карађорђе послао одред бораца према Новој Вароши, да ископа шанчеве и спријечи турски упад у ужички крај. У ствари, оно што је сигурно то је да је још и прије ослобођења Ужица изграђен систем мањих утврђења од Поникава, гдје се одиграо окршај са Ђул-беговим одредом, на Кремнима, на Торнику и Таламбасу па преко Златибора, а неколико мањих утврђења у правцу Увца спајало је одбрамбену линију с обновљеним упориштима по Старом Влаху, бранећи правац од Сјенице. Милан Обреновић је повукао своје снаге близу неке мале тврђаве, што је подстакло босанске муслимане концентрисане око Сјенице да почну планирати да би после повлачења устаника могли кренути поново на Ужице. У рововима према Новој Вароши, на Златибору и код Вишеграда стражарска одјељења су редовно мјењања и попуњавана. У то вријеме је турска посада у Новој Вароши осјећала велику оскудицу у захири па јој је као помоћ из јајачког града упућено 10000 ока пексимита. У циљу обезбјеђивања транспорта овог пексимита, босански валија је 18/30. априла 1807. године упутио бујрулдију са наређењем турским старјешинама дуж пута од Травника до Нове Вароши.
По свему судећи то вријеме је организовао устанички војвода код Сјенице и да је то био призренски трговац Антоније Симонович Чолак-Анта. На босанском дивану у Травнику, крајем априла, обраћена је пажња обезбјеђењу Нове Вароши, како борцима тако и храном, те су нове обавезе наметнуте неким заповједницима у Босни, као и у Пријепољу и Пљевљима. Тражено је да се око Вишеграда и Нове Вароши, која су насеља највише била угрожена, поставе станице (караколи) и мртве страже.
Уочи првог маја 1807. године дошло је до сукоба између србијанских устаника и Турака око Новог Пазара. Главну снагу тих турских групација сачињавали су не Санџаклије него косовски Арнаути. Аустријски обавјештајци су јавили да су колоне од по 10000 Турака кренуле према Новом Пазару и Новој Вароши, очекујући удар и са јужне стране, од Брђана и Црногораца. После заузећа Ужица први борбени резултати представљали су тјерање Турака из Лужнице и са Златибора. Депримирани муслимани наводили су како се устаници могу приближити не само Новој Вароши и Вишеграду, него и Сарајеву, тј. тамо гдје су се Турци Ужичани склонили. Босански намјесник се тада посебно трудио да одржи Сјеницу, те је у ту касабу из Босне послао пет товара фишека. Ту позицију је одржавао валијин ћехаја Ибрахим. Средином маја у том правцу кренуло је 20 товара муниције и других ратних потреба. Сам везир је мислио да свој долазак на фронт одгоди услијед велике оскудације у храни и сијену, али је примио два фермана, те је полазак своје ордије одредио за 24. мај. Кадије су у мјестима коначења имале да се до Вишеграда и Нове Вароши побрину за смјештај војске и по 1000 ока хљеба и 500 торби јечма за прехрану. У исто вријеме валија је наложио ћехаји Ибрахиму у Сјеници, Хасан-паши у Новој Вароши, новопазарском мутеселиму Курд Мехмед-паши и пећком мутесарију Нуман-паши у Новом Пазару да припреме јединице за интервенцију код Зворника и Сребрнице, а затим да преко Ужица навале на ослобођену Србију. Новој Вароши ваљало је послати десет бајрака помоћи. Кад је валија стигао у Сарајево, 25. маја, наредио је да Пљевљаци са неколицином из уже Босне крену ка Вишеграду и у одбрану Сребренице, јер је изгледало да је Новој Вароши и Сјеници недостајала само храна.
Предстрожност је повећана у Оногошту, гдје је средином маја масакрирано 17 ухваћених црногорских емисара. У Дробњацима, Морачи и Васојевићима те године развила се хајдучија као стална појава. На држање тих племена нису утицале одредбе тилзитског мира, закљученог између Француске и Русије (7. јула 1807. године).
У току јула 1807. Срби су допрли до Сјенице; са наводно 32 до 35 хиљада људи успјели су, како се говорило, да дигну на оружје и арбанашке хришћане (Клименте, вјероватно), које је водио Мустић-ага. Наступ Карађорђеве војске изазвао је забринутост у Босни, те је Хафиз-паша добио налог да из Ниша крене у офанзиву долином Мораве и тако привуче на себе српске снаге из Подриња. Командант Нове Вароши, Хасан-паша, успио је да до 10. октобра сједини у један војни збор трупе стигле у околину Нове Вароши. Потом је прешао ријечицу Бузаву и утврдио се у близини Сјенице.
Средином новембра 1807. године босански команданти у Санџаку запазили су да србијански устаници и брђанско-црногорски одмјетници дејствују у споразуму, како би извели напад на Нову Варош, Пријепоље и Пљевља. Босански валија Мехмед Хусрев-паша издао је 18. децембра 1807. године бујрулдију којом је захтјевао од одреда из Босне да заједно, под командом алајбега Салих-аге крену на Стари Влах, Пријепоље и Пљевља, покрећући и мутеселиме тих градова, Хашим-бега и Смаил-бега. У операцији је требало да учествују четири санџак-бега и њихове спахије, посебно оне које се дотад нису одазвале позиву на војну. Заповједништво је имало бити повјерено Сулејман-паши Скопљаку. И у Санџаку је константован велики број одмјетника.
Кемура даје податке да су Вишеград и Рудо попаљени 1807. године. Он каже да је приликом упада у Босну 1807. године попаљен и Вишеград. Том приликом су по њену устаници спалили и џамију Мехмет-паше Соколовића као и друге добротворне зграде овог паше. Он даље тврди да су том приликом устаници са спаљених зграда скинули 67 товара олова и однијели у Србију. Каже да је о свему томе видио један шеријатски хуџет који је послао вишеградски кадија босанском валији Ибрахим Хилми-паши. Као што смо видјели, Срби су током 1807. године више пута упадали у Босну и више пута су стизали до Вишеграда. Тешко је рећи када је од тих неколико случајева Вишеград освојен и попаљен.

### Борбе 1809. године
Око 1. марта 1809. године стигле су поуздане вијести у Србију да је сарајевски епископ успио да наговори православне Србе у неколико нахија да се припреме за устанак против босанских Турака. Због тога су, како наводи један аустријски извјештај од 22. марта 1809. године, капетан Радич Петровић и Павле Поповић отишли на Дрину са десет људи да се сједине са побуњеницима када се ови буду приближили ријеци. Крајем марта су свакодневно из Београда упућиване велике количине муниције према Дрини и Нишу, а повремено су одлазили са њом и топови.
Средином марта 1809. године Карађорђе је послао Босанца Петра Шкуљевића (Скула) у Босну са наређењем да покуша да наговори Босанце на устанак против Турака. Он се средином маја у Београду хвалио једном аустријском конфиденту да је успио да наговори 24 кнеза и да је осигурао њихову приврженост Карађорђу. Шкуљевић је у Босну носио и посебно Карађорђево писмо за епископа који се тренутно налазио у травнику, а то је у то вријеме био вјероватно тадашњи зворнички епископ Јоаникије. У писму је Карађорђе епископа увјеравао да је Русија обећавала заштиту Србијанцима и свим оним хришћанима које Србијанци буду помогли и да се због тога православни у Босни немају чега бојати. Шкуљевић је стигао до једног мјеста близу Травника одакле је позвао епископа да дође код њега, али је овај послао свог архимандрита коме је Шкуљевић предао писмо и упознао га са својом мисијом, истовремено тврдеђи да ће се и Црногорци сјединити са Србијанцима.
Бивши сарајевски епископ Венедикт Краљевић је 12/24. марта 1809. године из манастира Боговађе упутио писмо Јовану Јанчићу да преко Митровице и Шапца дође к њему у Боговађу, те на договор са Карађорђем. О везама Краљевића и Јанчића детаљније је писао проф. Васа Чубриловић. Јанчић, иначе сарајевски пушкар, у јесен 1809. године био је вођа српског антитурског покрета у Посавини и Босанској Крајини. Са друге стране владика Венедикт ће отићи у Далмацију, гдје ће бити постављен за православног владику, наравно уз одобрење француских власти. У сваком случају ова активност владике Краљевића захтијева једно посебно истраживање које би можда могло да баци више свјетлости на планове Русије, Француске и Аустрије везане за Босну и Херцеговину, поготово што се ово све дешавало углавном у вријеме Слобозијског примирја (љето 1807 - прољеће 1809. године). Када се после Наполеонове побједе код Ваграма јавно мњење у Србији опредијелило за сарадњу са Наполеоном, тамо су се већ нашла два официра из француске Далмације - Раде Вучинић и Никола Шкуљевић, за посредовање између Србије и Француске. Док ће Раде Вучинић, по одлуци Правитељствујушчег совјета од 16. августа 1809. године бити српски депутат, дотле ће Никола Шкуљевић (који је био настањен у Љубљани, главном граду Наполеонове Илирије) бити нека врста Карађорђевог дипломатског представника.

### Српска офанзива преко Дрине 1809. године
Када су српске старјешине, у прољеће 1809. године добиле информације из Каравлашке да Руси настављају рат са Турцима, одржан је 10. априла 1809. године састанак Совјета коме су осим свих чланова Совјета присуствовали и Карађорђе и Родофиникин. На састанку је одлучено да и српске снаге крену у офанзиву на Турке на свим фронтовима. Истовремено су именоване и четири војводе, од којих је Јаков Ненадовић одређен за команданта снага предвиђених за напад на Босну. Он је имао задатак, који је добио прије 15. априла, да са својим јединицама пређе Дрину и да се онде ушанчи и тако пресјече све комуникације ка Соколу. Под командом Јаковљевом налазиле су се следеће нахије: Пожешка, Ужичка, Ваљевска, Шабачка и Мачванска. Јакову су били потчињени Милан Обреновић, Хаџи Продан Глигоријевић, Лазар Мутап, поп Лука Лазаревић и Стојан Чупић.
Што се тиче босанског војишта, Лука Лазаревић је са снагама из Шабачке нахије прешао Дрину низводно од Лешнице и започео одметати православне Србе и нападати Турке Бошњаке. Лука Лазаревић је том приликом био бој са Турцима на Главици, повише Бијељине, када је погинуо разглашени турски мегданџија Мехо Оругџић. Филип Вишњић је опјевао јуначки мегдан Милоша Стоићевића, војводе поцерског, са Мехом Оругџићем уред поља, испод Бијељине. У истом боју Цинцар Јанко Поповић сукобио се са неким Турчином који би га можда и савладао да му није притрчао у помоћ Стојан Чупић и Турчину, који је био у оклопу, наџаком разбио главу. У наставку српске офанзиве, Лука Лазаревић је успјешно сузбио Турке и између Зворника и Сребрнице, при наступању на Сарајево.
Кнез Сима Марковић са трупама из Београдске и Ваљевске нахије напао је најприје Соко град али пошто је одбијен, оставио је око њега само слабија стражарска одјељења каква су и раније постојала на том фронту. Он је пак, са главнином својих снага прешао преко Дрине узводно од Сребренице па је на том простору почео православне Србе одметати, истовремено нападајући тамошње Турке Бошњаке.

### Офанзива ка Новом Пазару
Карађорђе се није одрекао офанзиве према Босни, Херцеговини и Црној Гори јер је на стварању ослободилачког савеза радио и током 1808. године, о чему је Југовић обавијестио Прозоровског. Уочи офанзиве, Карађорђе је 30. марта/11. априла 1809. године поручио црногорском владици Петру да ће почети офанзиву и позвао га да и он крене у борбу. Карађорђе је пошао на југозападни фронт због велике важности офанзиве и тешке ситуације у окупираним подручјима коју су изазвали неуспијели покушаји устанка.
По аустријским извјештајима - када се Карађорђе приближио Новој Вароши, Турци су све хришћанске породице сакупили и све, без обзира на пол и године, поклали и са својим најбољим стварима повукли се у Нови Пазар. Карађорђе је један дио своје војске поставио према Новом Пазару да га блокира, под командом бимбаша Димитрија Кујунџије и Пљакића, док је он сам са главнином продро према Сјеници, да би се сјединио са Црногорцима који су били на 16 сати хода од Сјенице. Интересантно је да су аустријски обавјештајци сматрали да је и црногорски владика Петар I такође био код Сјенице, гдје се, наводно, састао са Карађорђем са којим се договарао пуна четири сата, а затим се вратио ка црногорској војсци.
Током наступања ка Сјеници српска војска је у селу Буђеву наишла на арнаутску предстражу под командом Ганића. Срби су њега и његових 18 људи, ноћу, у једну кућу затворили и живе спалили. Када су други Арнаути видјели шта се десило са њиховим старјешином, одмах су се разбјежали. У овој борби су се прославили бинбаша Кара Павле Симеоновић и војвода Лазар Мутап. Сјенички град освојен је 23. априла/5. маја 1809. године. По завршеном сјеничком боју кренуп је 29. априла/11. маја Карађорђе за Београд ради договора са Родофиником и Совјетом. Како је у међувремену Милан Обреновић заузео Нову Варош, српске јединице су опколиле и Пријепоље, пресјекавши друм који је спајао Босну са Истанбулом. „Сата стоји наша војска на реки Лиму", писао је сам Карађорђе Прозоровском. Пред одлазак Карађорђе је издао потребна наређења војсци на Лиму, вјероватно у погледу њене одбране.
Карађорђе је у повратку 24. маја дошао на Јавор гдје је сазнао за пораз на Каменици Одмах је упутио писмо Родофиникину са захтјевом да овај затражи од Прозоровског и Исајева да крену у офанзиву и привуку Турке на себе. У међувремену, док је он био одсутан, Сулејман-паша Скопљак је стигао у Пријепоље, одакле су се устаници повукли, а када је овај упутио своју претходницу ка Новој Вароши, Срби су напустили и ове своје положаје, претходно запаливши мјесто. Усиљеним маршем се приближавао и Нуман паша из Пећи са својим Арнаутима, а ради спајања својих снага са снагама Сулејман-паше. Карађорђе је правилно оцијенио да у циљу задржавања иницијативе на овом фронту мора да туче најприје Сулејман-пашу, а затим Нуман-пашу прије него што се они сједине.
Пошто је стигао у Сјеницу, Сулејман-паша је са знатним снагама, мислећи да се Карађорђе још није вратио, напао српске положаје код Сјенице. После жестоке битке Турци буду до ногу потучени. По Протићевом тврђењу, имали су око 2500 мртвих, док су српски губици били мали. У овом боју су се нарочито истакли српски регулаши.
Након боја Карађорђе је издао заповијест да војска крене на пећског Лиман-пашу који се налазио у Суводолу. Српска војска је стигла у Суводол после подне 26. маја/7. јуна 1809. године и одмах је напала војску Лиман-паше која се састојала искључиво од Арнаута. У силовитом нападу Срби су потпуно разбили Арнауте, након чега су предузели тактичко гоњење ради експлоатације побједе. У боју је, по Протићу, погинуло најмање 600 Арнаута док су Срби имали преко 120 мртвих и рањених.
Након побједе на Суводолу Карађорђе се са главнином најприје повукао према Сјеници, а одатле је кренуо на Нови Пазар. Када је српска војска стигла у Нови Пазар предузела је 3/15. јуна 1809. године опсаду града. Карађорђе није намјеравао да напада град већ је планирао да наговори Турке да се добровољно предају и напусте Нови Пазар. Међутим, Турци су очекивали да им дође помоћ јер су већ чули за српски пораз на Каменици. Када је увидио да од предаје турака нема ништа, Карађорђе је наредио ноћни напад на Нови Пазар, који је и извршен 6/18. јуна 1809. године. До поднева сљедећег дана сва варош је била попаљена, али због слабе координације српских нападних колона новопазарска тврђава се успјешно одбранила, а многи Турци су се одржали у самој вароши, затворивши се по кућама и подрумима одакле су гађали српске војнике. У овим борбама Турци су имали тешке губитке, преко 300 погинулих, не рачунајући заробљене, али су и Срби имали око 70 мртвих и рањених. Међу рањенима су били и капетан Димитрије Парезан и бимбаша Кара Павле Симоновић. Када је добио вијест о критичној ситуацији код Делиграда, Карађорђе није хтио да се више задржава око Новог Пазара већ је 10/22. јуна увече наредио повлачење које је и извршено у реду.
По подацима Петра Шкуљевића, које је овај дао једном аустријском конфиденту у Београду средином маја, код Сјенице се већ ујединило са Карађорђем 8 бајрака, са 800 Црногораца.

### Турска противофанзива
По неким, не баш поузданим информацијама, до којих је дошао до 22. маја 1809. године командант Војне команде у Земуну, Срби су изгледа били посјели и Вишеград и добро учвршћени мост који се у том граду налази. Такође, вијести које су стигле у Земун до 3. јуна 1809. године недвосмислено су потврђивале да су се Срби морали повући преко Дрине, како из околине Сребренице тако и из Бијељине јер су Турци извршили противнапад са врло крупним снагама. Чак се био пренио глас да је погинуо и бимбаша Стојан Чупић. Исте вијести су јављале и о српском поразу код Новог Пазара, гдје су Турци потисли бимбашу Димитрија Кујунџића чије су снаге имале 30 мртвих и много рањених.
Око 14. јуна 1809. године прешли су Турци Дрину на пет мјеста, али су их Срби тако жестоко притисли да су морали да се после четири до пет дана повуку преко ријеке. Међутим, негдје око 20. јуна око 100 Турака је поново прешло Дрину код Јање и недалеко од ријене се ушанчило. Они су довикивали Србима да иду кући и обрађују своја поља јер ће они ускоро бити на Врачару и тешко ономе кога не затекну код куће у домаћем послу. Истовремено је Карађорђе наредио оборкнезу Сими Марковићу да никако не прелази Дрину већ да се утврди припремајући се за одбијање турске офанзиве. Иначе од самог Карађорђа је 26. јуна стигло у Београд писмо у коме пише да намјерава да од Новог Пазара крене преко Куршумлије и Прокупља за Ниш, гдје би напао Турке са леђа.
По вијестима пристиглим у Земун 29. јула 1809. године, поп Лука Лазаревић је јула 1809. године поново прешао Дрину код Бијељине са, до тада, непознатим резултатима. Исти конфидент „Ф" је 2. августа дао детаљније објашњење о догађајима на Дрини. Наиме, најприје у петак 28. јула била је код Лознице велика битна у којо су Срби до ногу потукли Босанце, међу којима су били Ибрахим-паша из Маглаја, Хасан-паша из Сребрнице и Али-паша Видајић из Зворника. Срби су заробили два топа, сву муницију, шест застава, врло много коња, сав пртљаг и све оно што су Турци имали у свом логору. Заробили су и Хаџи Хасана, управника свих рудника у Босни, који им је за откуп понудио 100 кеса блага, што су Срби прихватили. А затим у суботу 29. јула 1809. године Срби су код Ранитовца потукли турске снаге на том правцу. Турци су изгубили већи број логорских шатора и сав пртљаг, а преко 1000 Турака је натјерано у Дрину, гдје су се многи подавили. Том приликом је, међу другима заробљен и капетан из Брцкограда (вјероватно Брчког) са осам босанских хришћана. Након ових побједа обор кнез Сима Марковић и кнез Антоније Богићевић извијестили су Совјет да су од Зворника па до ушћа Дрине у Саву сви турски логори уништени, а сви Турци протјерани преко Дрине. Истовремено поп Лука Лазаревић је јављао да је преко Дрине уништио добро изграђене турске шанчеве код Бијељине и Јање, побивши, уз то, много Турака.
Чим је сазнао за пораз на Каменици, Карађорђе је наредио потчињеним старјешинама да се одмах повуку са новоослобођених територија и запосједну старе границе које су требале да обезбјеђују војне јединице из пограничних нахија. Са остатком војске требало је да смјеста пожуре даноноћним маршевима ка Морави.
Тако су трупе из Београдске нахије стигле са Дрине на Мораву управо у вријеме када је Родофиникин напуштао Србију, побјегавши из Београда (27. августа 1809. године).
Када се српска војска вратила са Дрине, Бошњаци су се прикупили на Дрини према Јадру, а када су завршили са прикупљањем, прешли су Дрину и опколили Лозницу. Лозница је била тако јако притиснута да је била у великој невољи. Турске војске је било толико много да Јаков Ненадовић, који је био стигао у помоћ, не само да их није могао одбити него није могао ни да уђе у опсједнуту Лозницу.
Октобра 1809. године владало је затишје на свим фронтовима у Србији осим на Дрини гдје је 6 до 7 хиљада Турака још увијек држало под опсадом Лозницу и Лешницу. Из једног аустријског извјештаја од 31. октобра 1809. године сазнајемо да је Карађорђе због тога наредио старјешинама нахија: Београдској, Крагујевачкој, Ужичкој, Рудничкој и Ваљевској да своје снаге смјеста пошаљу на Дрину. У року од три дана само из Београда је отишло 300 до 400 људи. Војним обвезницима из околине Тополе, иначе директно потчињеним Карађорђу, наређено је да буду спремни да могу да крену на прву заповијест. После неколико дана у једном аустријском извјештају од 3. новембра 1809. године тврдило се да Турака са српске стране Дрине има 18 до 20 хиљада људи. Босански везир се налазио са босанске стране код Бијељине, одакле је слао поруке Јакову Ненадовићу да се преда, обећавајући да се ни њему, ни његовим људима неће ништа десити. Босански везир је, такође, убјеђивао Јакова Ненадовића да немају чему да се надају од Руса, па је Ненадовић послао гласника у Букурешт, у руски штаб да се распита о њиховим плановима. У Београду и нарочито Шапцу владало је још увијек велико узбуђење и неспокојство. Међутим, 5. новембра стигла је у Београд вијест из Подриња да су Срби у потпуности потукли Турке на Дрини и потисли их преко ријеке. Много Турака је погинуло, а нарочито много их се због несташице бродова подавило у Дрини.
Чим је одбио Турке са Мораве, Карађорђе је пожурио у помоћ са нешто војске. Пошто се састао са Јаковом Ненадовићем, заједничким снагама су ударили на Турке и у потпуности их одбацио преко Дрине.